# Vereenigde Oostindische Compagnie

VOC-vlag

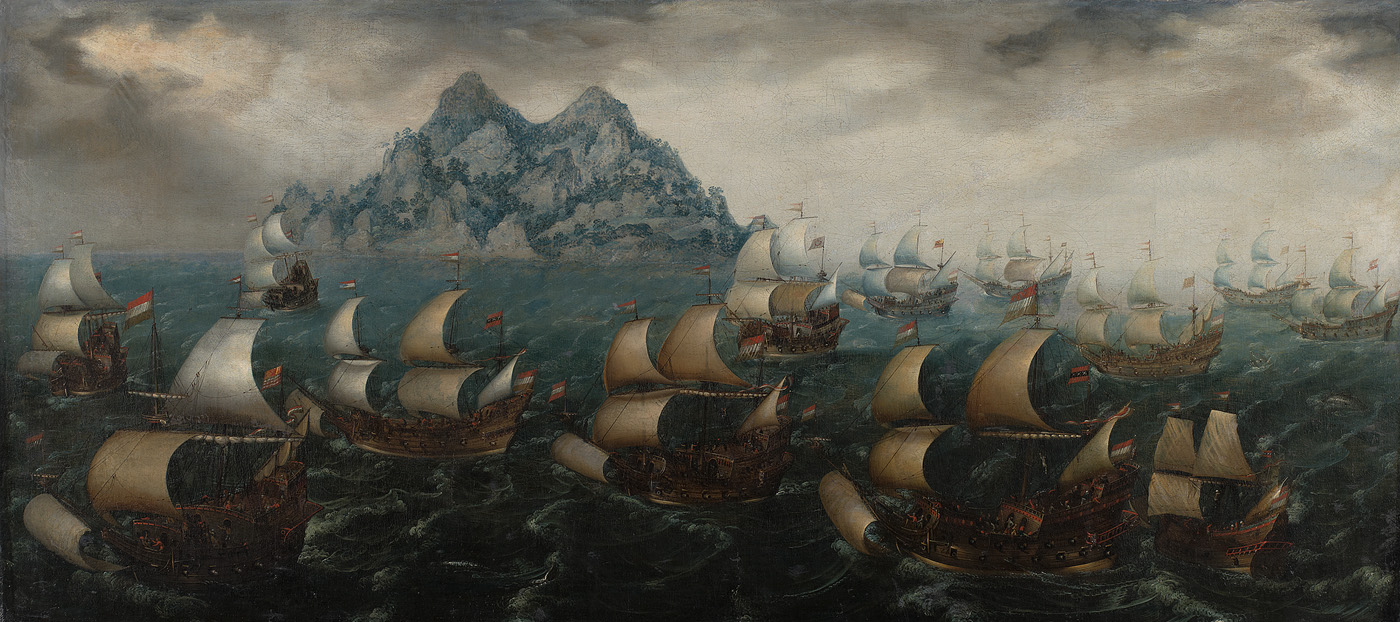
Een vloot van de Verenigde Oostindische Compagnie voor de kust van West-Afrika (Adam Willaerts, 1608)

De Vereenigde Oostindische Compagnie of in hedendaagse spelling Verenigde Oost-Indische Compagnie, afgekort tot VOC (1602–1800), was een particuliere Nederlandse handelsonderneming met een door de Staten-Generaal verleend monopolie op de overzeese handel tussen de Republiek der Zeven Verenigde Nederlanden en het gebied ten oosten van Kaap de Goede Hoop en ten westen van de Straat Magellaan. De VOC behield gedurende haar hele bestaan het alleenrecht om verdragen te sluiten, oorlog te voeren, forten en handelsposten (factorijen) te veroveren en te bouwen en bestuurders aan te stellen.
De VOC werd geleidelijk aan een territoriale macht door de verovering van de Banda-eilanden (1609–1621), het kustgedeelte van Ceylon (1640–1656) en met name van heel Java tijdens de Javaanse successieoorlogen (1703–1755).
De VOC werd in 1602 opgericht als de Generale Vereenichde geoctrooieerde Compagnie. Ze was destijds de eerste naamloze vennootschap met vrij verhandelbare aandelen en zou uitgroeien tot het grootste handelsbedrijf ter wereld. De VOC wordt vaak genoemd als het eerste bedrijf dat in meerdere landen vestigingen had. De VOC creëerde een handelsnetwerk tussen de diverse handelsposten in de Aziatische regio. Deze intra-Aziatische handel zorgde vele jaren voor grote winsten. De VOC sloot daartoe naar believen contracten af met lokale heersers. Later werd met steun van de VOC en de Staten-Generaal de West-Indische Compagnie (1621–1792) opgericht naar het voorbeeld van de VOC.
De onderneming sloeg tijdelijk eigen munten, want in Azië was nauwelijks vraag naar Europese producten. Ze had een eigen leger en oorlogsschepen ter handhaving of uitbreiding van haar positie en om zo nodig handel met de lokale bevolking met dwang te monopoliseren. De compagnie stortte zich in de eerste jaren in dure militaire campagnes om de Portugezen uit hun Aziatische handelsposten te verdrijven en andere concurrenten op een afstand te houden. De vaste kosten waren hoog vanwege de vele garnizoenen die bemand moesten worden en de sterke oorlogsvloot die nodig was om het handelsgebied van de VOC te verdedigen en verder uit te breiden. Rond 1700 was de helft van de medewerkers soldaat.
Binnen de Aziatische factorijen en het door haar gecontroleerde gebied regelde de compagnie bestuur en rechtspraak. Er werd handel gedreven (soms kort) met onder meer Mokka, Perzië, Gujarat, Malabar, Ceylon, de Coromandelkust, Bengalen, Ayutthaya, Cambodja, Birma, Vietnam, Formosa, China, Japan, Java en de Molukken. De VOC stimuleerde ontdekkingsreizen in de hoop op snellere verbindingen, nieuwe handelscontacten en winstgevendere handelswaar. Taalonderzoek werd verricht met de bedoeling het christelijk geloof onder de aandacht van de plaatselijke bevolking te brengen en etnobotanisch onderzoek om het aantal slachtoffers onder haar werknemers te doen afnemen. Op het toppunt van haar macht had de VOC 25.000 werknemers in Azië in dienst. In Nederland had de VOC zo'n 3.000 personeelsleden en indirect waren in de toelevering velen er economisch afhankelijk van. Van hoog tot laag hielden de werknemers zich bezig met smokkel om hun karige salarissen aan te vullen.
De VOC had veel te lijden van de Vierde Engels-Nederlandse Oorlog (1780–1784), toen door de Engelsen meerdere handelsposten ingenomen werden en volle handelsschepen gekaapt werden. De verliezen worden geraamd op zestig miljoen gulden. Tijdens de Bataafse Republiek werd het bedrijf, machtssymbool van het "ancien regime", in maart 1795 genationaliseerd. De schuld bedroeg een jaar later 120 miljoen gulden, die de staat overnam. Het octrooi werd nog tweemaal verlengd om de lopende zaken af te handelen. Dit gebeurde voor het laatst tot 31 december 1800.
Geschiedschrijving over, en onderzoek naar de VOC is ernstig bemoeilijkt door de vernietiging van ruw geschat 80% van het voorhanden archiefmateriaal van de VOC door verkoop aan de meestbiedende koper. Dit gebeurde in de eerste helft van de negentiende eeuw in opdracht van het ministerie van Koloniën, om redenen van kostenbesparing. Het wekt sindsdien spijt en verontwaardiging bij onderzoekers uit alle landen waar die Compagnie gevestigd is geweest.

## Voorgeschiedenis
Tussen 1498 en 1595 was de specerijenhandel op Oost-Indië volledig in handen van de Portugezen, gedekt door het pauselijke Verdrag van Tordesillas. Nadat Portugal met Spanje – waarmee de Republiek der Zeven Verenigde Nederlanden in oorlog was – één land was geworden, werd het de Nederlanders verboden om Spaanse en Portugese havens aan te doen. Daarop werd in de Republiek besloten om zelf de specerijen te gaan halen in Oost-Indië.
Er ontstonden vanaf 1595 meerdere compagnieën met handel op Oost-Indië. Raadpensionaris Johan van Oldenbarnevelt was niet de enige die vond dat de concurrentie de winst drukte. Daarnaast konden deze zogenaamde voorcompagnieën geen bepalende rol spelen in de strijd tegen de koning van Spanje. Een grote verenigde compagnie zou daarentegen in zijn ogen een krachtig militair én economisch wapen zijn, en hij dwong de compagnieën te fuseren. De inkomsten die de VOC in de vorm van allerlei belastingen en accijnzen voor de staat zou genereren, werden voor het land van groot belang geacht voor de financiering van de Tachtigjarige Oorlog. Dat bleek in de praktijk ook zo te zijn. Aan het eind van zijn leven liet Van Oldenbarnevelt weten dat bij de oprichting voor hem het staatsbelang zwaarder woog dan dat van de aandeelhouders.

## Naamgeving
De eerste naam die aan de onderneming gegeven werd is die van Generale Vereenichde geoctrooieerde Compagnie. Vanaf 1623 werd gesproken over de Generale Nederlandsche Geoctroyeerde Oost-Indische Compagnie, nog later over de Vereenigde Nederlandsche Geoctroyeerde Oostindische Compagnie. Eind 1795 sprak men in het algemeen over de Generaale Oost-Indische Compagnie. De VOC wordt wel de eerste multinational genoemd, ook al is die term van veel latere datum.

## Stichting en bestuur

### Octrooi

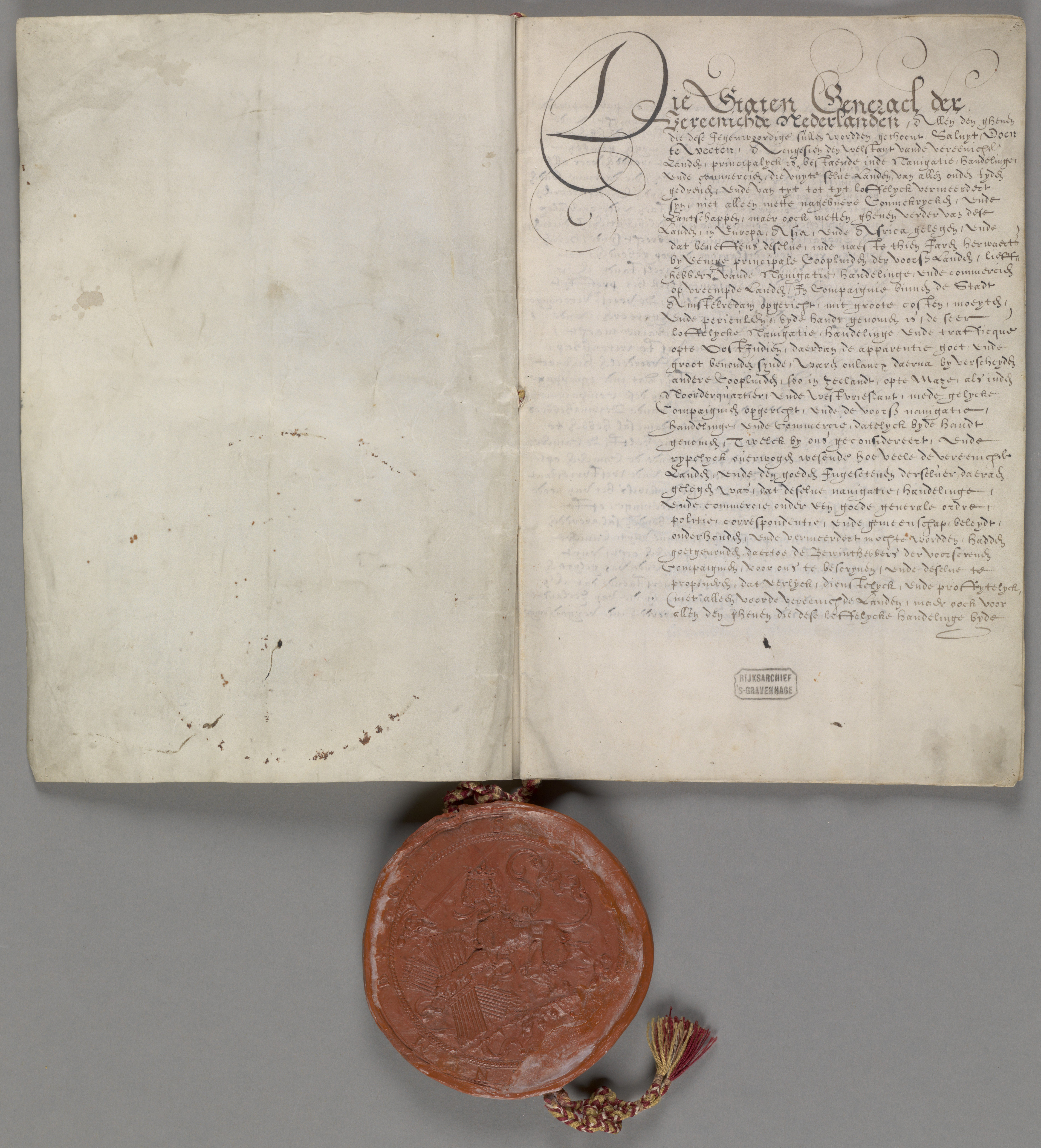
Octrooi van de VOC uit 1602

In 1602 vormden zes compagnieën uit de Republiek der Zeven Verenigde Nederlanden, die handel wilden drijven in het gebied rond de Indische Oceaan, de VOC. Op 20 maart 1602 verleenden de Staten-Generaal een octrooi aan de VOC op voorwaarde dat de Spanjaarden en Portugezen zoveel mogelijk benadeeld zouden worden. In het octrooi was vastgelegd dat vanuit de Republiek alleen de VOC het recht had zeehandel te drijven in het gebied ten oosten van Kaap de Goede Hoop en ten westen van de Straat Magellaan. Het hele octrooigebied stond toentertijd bekend als Indië. De dag van de octrooiverlening wordt algemeen beschouwd als de officiële oprichtingsdatum. Het octrooi had een geldigheidsduur van eenentwintig jaar. Afgesproken was dat de participanten het recht hadden om na tien jaar hun gehele inleg terug te krijgen. Het octrooi werd telkens met 21 jaar verlengd, waarbij de inhoud kon worden aangepast.

### Heren XVII en Kamers

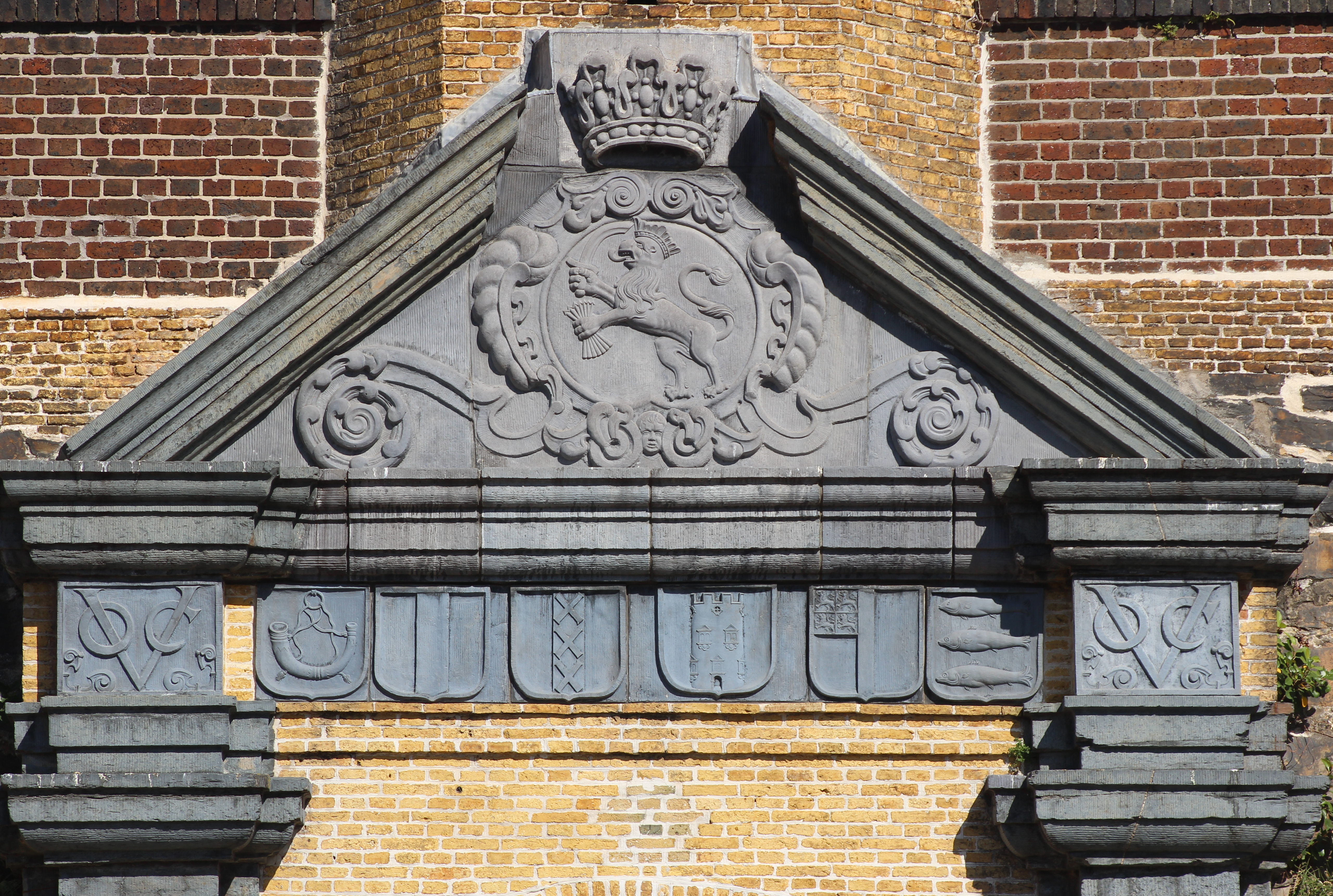
Wapen van de Staten-Generaal, het kenteken van de VOC en de wapens van de zes VOC-steden: Hoorn, Delft, Amsterdam, Middelburg, Rotterdam en Enkhuizen over de ingang van de Kasteel de Goede Hoop, Kaapstad

De hoogste autoriteit was in handen van de Heren XVII, zo genoemd naar het aantal bewindhebbers dat het centraal bestuur vormde. Hier werden de belangrijkste beslissingen genomen. Daarnaast waren er vier regionale afdelingen (Amsterdam, Zeeland, West-Friesland en Maaze) met in zes steden een kantoor dat 'Kamer' genoemd werd. De zes steden waren Amsterdam, Middelburg, Hoorn, Enkhuizen, Delft en Rotterdam. Deze vormden het dagelijks bestuur en konden handelen binnen de door de Heren XVII gestelde normen. Elke Kamer rustte eigen schepen uit voor de handel op Indië. Ze vaardigden ook bewindhebbers af naar het centraal bestuur. Het aantal bewindhebbers van elke Kamer dat werd afgevaardigd was zodanig vastgesteld dat Amsterdam geen absolute meerderheid kon krijgen.
In Den Haag zetelde het Haags Besogne. Dit was een administratieve commissie binnen de VOC die de correspondentie met Indië controleerde.

### Bewindhebbers

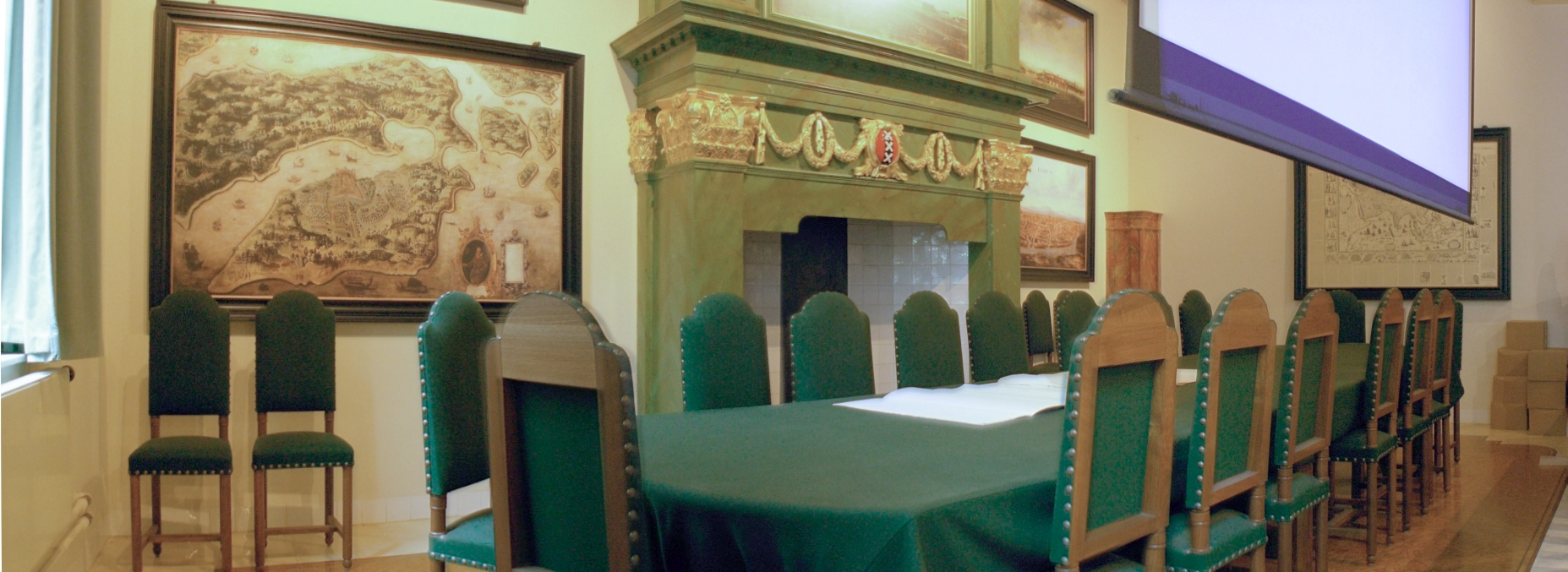
De tafel met de zeventien stoelen van "de Heren XVII" in het Oost-Indisch huis in Amsterdam

De 73 bewindhebbers van de zes voormalige compagnieën kregen bij de start van de VOC de dagelijkse leiding. Dit aantal moest volgens afspraak door natuurlijk verloop worden teruggebracht tot zestig bewindhebbers. Het werden er weer meer toen in de periode 1613-1665 diverse provincies en steden een zetel opeisten nadat de Staten-Generaal fikse subsidies hadden verleend, omdat ze van mening waren dat ze alleen op die manier controle konden uitoefenen op de subsidie-uitgaven. Vanaf 1696 mocht de Ridderschap van Holland twee bewindhebbers installeren. Daarmee kwam het aantal weer op 73 bewindhebbers.
In 1749 werd stadhouder Willem IV aangesteld tot opperbewindhebber. De prins kreeg tevens het recht de andere bewindhebbers te benoemen. Ook zijn opvolger Willem V kreeg die functie. Na de Franse inval en de oprichting van de Bataafse Republiek werden alle bewindhebbers op 1 maart 1796 van hun taken ontheven. Het dagelijkse bestuur werd overgenomen door het 21 leden tellende Comité tot de zaken van de Oost-Indische handel en bezittingen.

### Raad van Indië

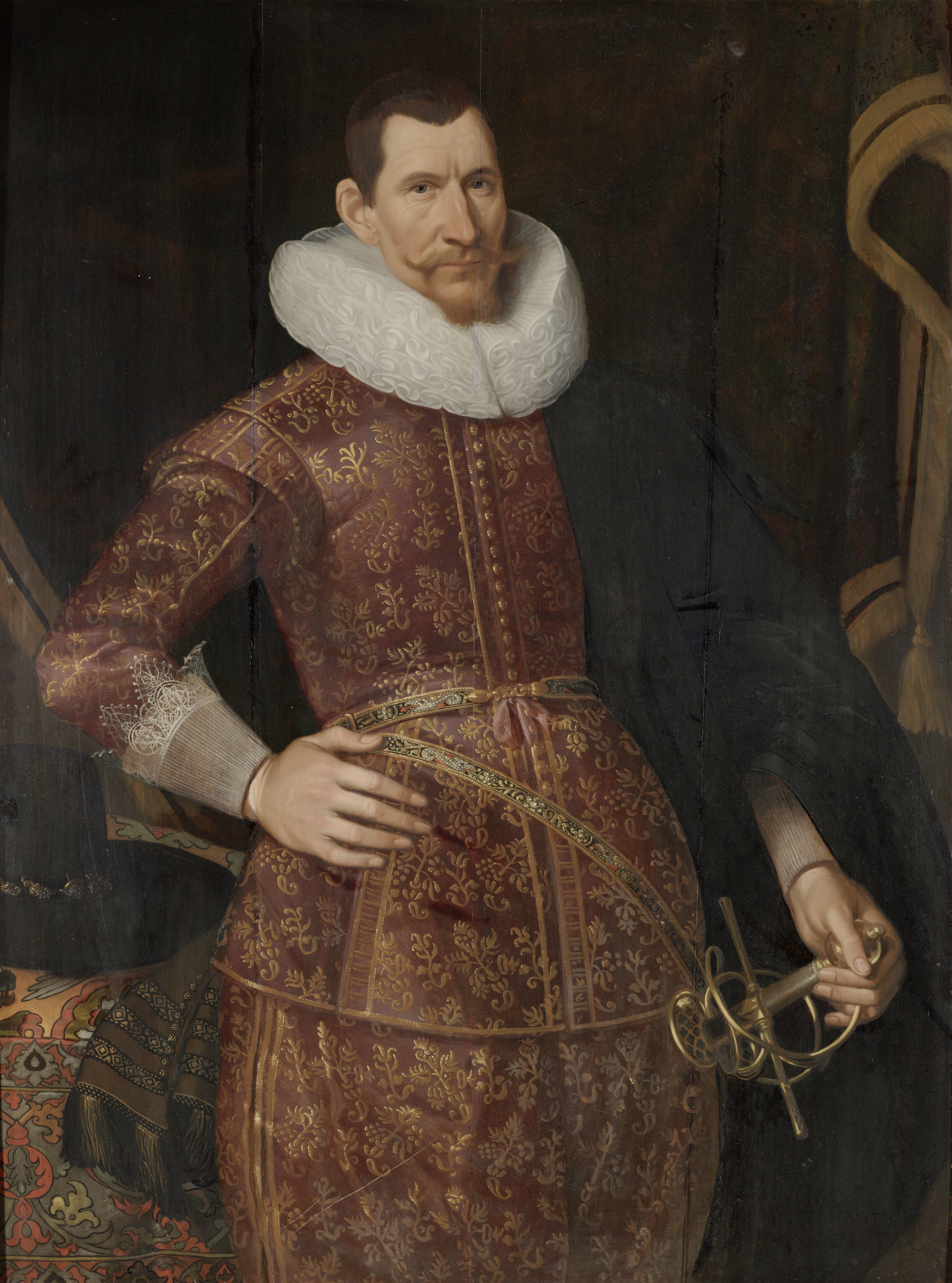
Gouverneur-generaal Jan Pieterszoon Coen (1587-1629) was de initiatiefnemer tot de intra-Aziatische handel en de stichter van Batavia, maar ook verantwoordelijk voor het uitmoorden van de plaatselijke bevolking op de Banda-eilanden. (Jacob Waben, aanvang zeventiende eeuw)

Vanaf 1609 was het plaatselijke bestuur in Indië in handen van de Raad van Indië, ook de Hoge Indiase Regering genoemd. Deze uit gewoonlijk zes personen bestaande organisatie was verantwoording schuldig aan de Heren XVII, maar omdat instructies gemiddeld driekwart jaar onderweg waren, was die in verregaande mate bevoegd zelf beslissingen te nemen. Deze Hoge Regering werd geleid door de gouverneur-generaal en werd bijgestaan door raadsleden. De gouverneur-generaal was bij belangrijke beslissingen verplicht om de 'raden' te consulteren. De op een na hoogste functie werd ingenomen door de directeur-generaal, die de Aziatische handel overzag. Daarnaast fungeerde hij bij afwezigheid van de gouverneur-generaal als diens plaatsvervanger. De visitateur-generaal was verantwoordelijk voor de boekhouding en de president van het Hof van Justitie was eveneens verplicht lid. Er was ook een lid voor militaire zaken en een voor de scheepvaart. Een Raad van Indië-lid verdiende 350 gulden, de gouverneur-generaal 1.200 gulden per maand, exclusief vrije kost en inwoning. De Raad van Indië zetelde eerst op het Molukse eiland Ternate en later in de stad Batavia op Java.

### Factorijen
De VOC bezat tal van nederzettingen in andere landen die fungeerden als steunpunt voor overzeese handel, de zogenoemde factorijen. Waar de compagnie ook territoriale macht had, werden ze geleid door een gouverneur. Bij factorijen die alleen een economisch belang hadden, stond een directeur aan het hoofd en waar de militaire aanwezigheid het meest bepalend was, werd leiding gegeven door een commandeur. Bij andere werd naargelang het algehele belang van de factorij de hoogste positie respectievelijk ingenomen door een opperhoofd, opperkoopman, koopman, onderkoopman of assistent. Soms ook had een boekhouder de leiding. In elke factorij was er naast de hoogste gezagsdrager een raad van adviseurs, waarbij elke adviseur een eigen taak vervulde.

## Kapitaal

### Aandelen

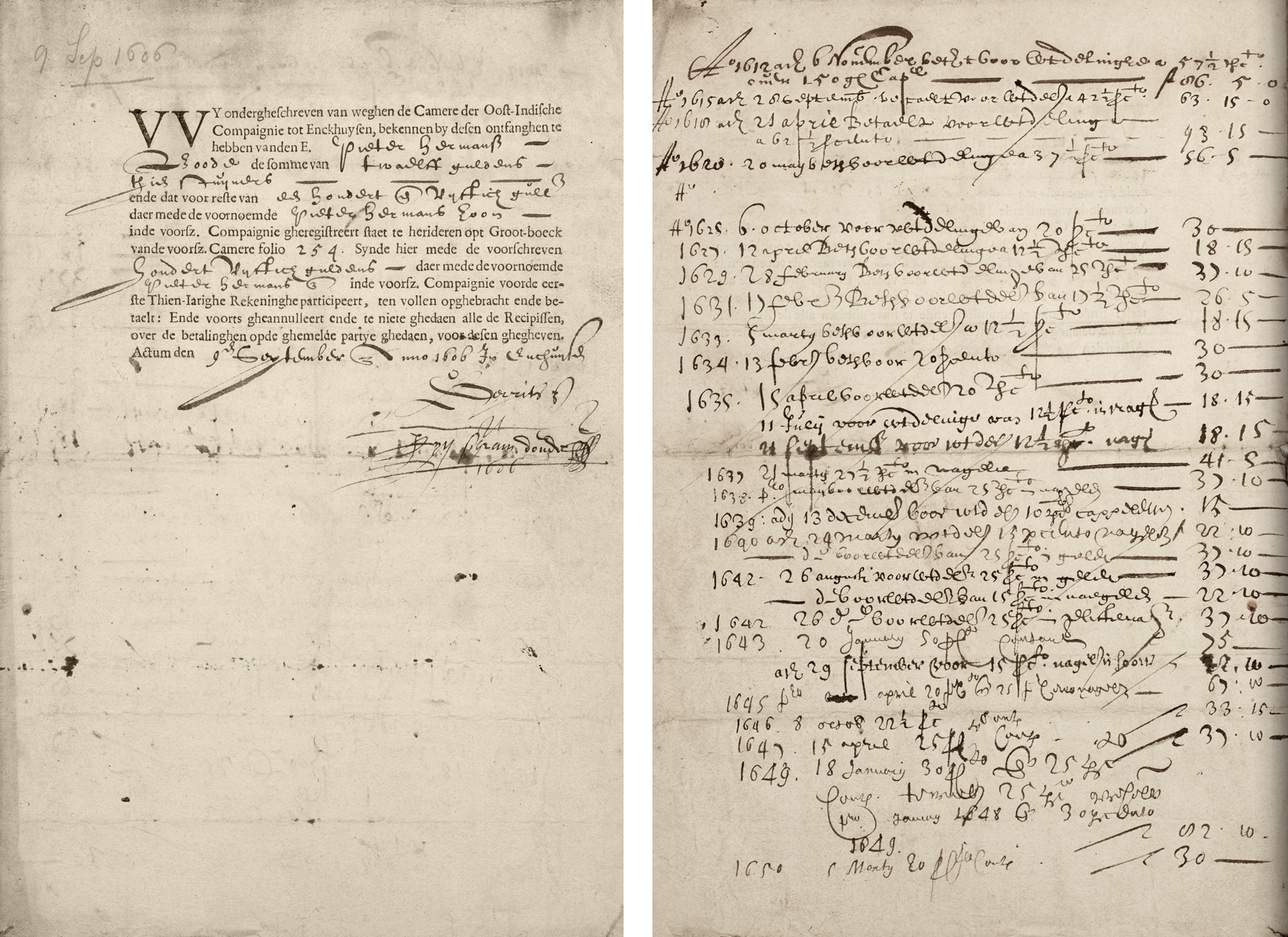
Links de oudst bewaarde kwitantie van een termijnbetaling van een participatie in een VOC-aandeel, gedateerd 9 september 1606. Rechts de tot 1650 op de kwitantie bijgehouden uitbetaling van dividend.

Om aan kapitaal te komen, konden alle ingezetenen van de Republiek tot en met 31 augustus 1602 bij elke Kamer schriftelijk vastleggen hoeveel geld ze wilden inleggen, dat vervolgens in termijnen betaald kon worden. Een aandeel in de investering dat bijvoorbeeld in de Kamer van Amsterdam in de boeken stond, kon vrijelijk verhandeld worden, maar kon niet bij een andere Kamer worden ingeschreven. Op die manier kreeg elke Kamer een vast eigen aandeel in de VOC. Alleen al in Amsterdam legden 1143 investeerders geld in. In totaal werd ruim 6,4 miljoen gulden ingelegd. Vastgelegd werd dat dit bedrag verhoogd, noch verlaagd mocht worden.
Hieronder is een tabel met de schriftelijke toezeggingen voor de inleg ten behoeve van de oprichting van de VOC per 31 augustus 1602 in gulden en het aantal afgevaardigden in de Heren XVII. De zeventiende afgevaardigde kwam afwisselend uit Middelburg of uit een van de kleinere Kamers; Enkhuizen, Delft, Hoorn en Rotterdam:
| Kamer      | kapitaal  | Afgevaardigden |
| ---------- | --------- | -------------- |
| Amsterdam  | 3 679 915 | 8              |
| Middelburg | 1 300 405 | 4              |
| Enkhuizen  | 540 000   | 1              |
| Delft      | 469 400   | 1              |
| Hoorn      | 266 868   | 1              |
| Rotterdam  | 173 000   | 1              |
| Totaal:    | 6 429 588 | 16 (+1)        |

Doordat de Heren XVII nimmer extra aandelen uitschreven werd extra kapitaal vergaard via het aangaan van korte termijnleningen, die in de loop van de achttiende eeuw aangepast werden naar langlopende leningen. Toen vanaf 1743 het VOC-personeel de mogelijkheid kreeg om op sommige producten de gehele intra-Aziatische handel van de VOC over te nemen, hief de compagnie belasting op deze opbrengsten. De winsten die door het VOC-personeel naar de Republiek werden gestuurd, werden door de VOC geïnd en in Indië gebruikt voor de inkoop van eigen handelsproducten. Het VOC-personeel kreeg vervolgens op een later tijdstip het geld in de Republiek uitgekeerd, inclusief de rente.

### Effectenbeurs
Met de aandelenemissie van de VOC ontstond de eerste effectenbeurs ter wereld. In 1720 bereikte de beurswaarde van de VOC zijn hoogste punt van 78 miljoen gulden.

## Schepen

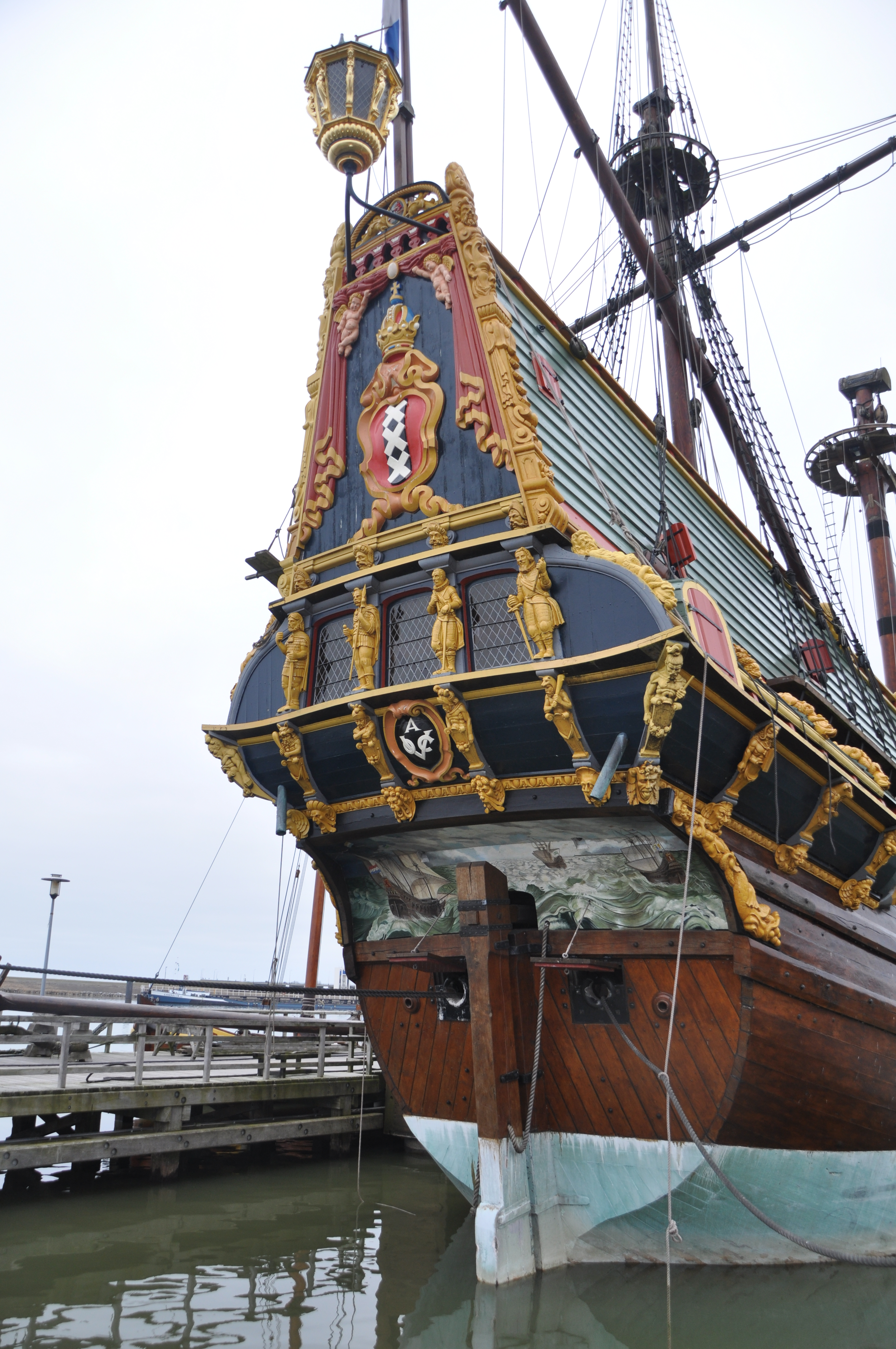
Replica van het VOC-spiegelretourschip Batavia, een vroeg-zeventiende-eeuws schip

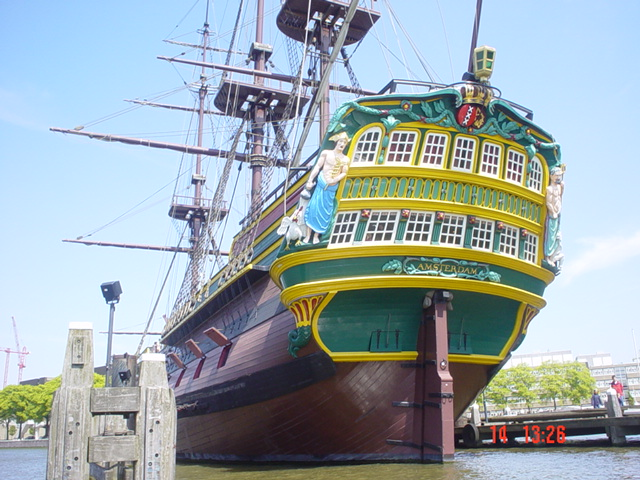
Replica van het VOC-spiegelretourschip Amsterdam, een medio-achttiende-eeuws schip

Gedurende bijna 200 jaar van zijn bestaan werden ongeveer 4700 schepen naar Azië uitgerust, waarvan bijna 1700 in de zeventiende en meer dan 3000 in de achttiende eeuw. Van de in totaal 1772 VOC-schepen die tussen 1603 en 1795 van stapel liepen, werden er 336 op de Middelburgse werven gebouwd, in Rotterdam 110, Delft 111, Enkhuizen 108, Hoorn 102 en in Amsterdam 683; 247 schepen gingen in die periode verloren. Vanaf de Middelburgse rede bij "Zeeburg" Fort Rammekens vertrokken 1147 schepen.
Het spiegelretourschip was het meest gebruikte scheepstype. Het waren driemasters met een gemiddelde lengte van 40 meter. Het laadvermogen was gemiddeld achthonderd ton. De schepen gingen zo'n vijftien jaar mee. Andere, kleinere, gebruikte schepen waren bijvoorbeeld de hoeker, het jacht, de fluit, de pinas en het galjoot. De schepen voeren met de in Azië verkregen goederen in konvooi terug naar de Republiek: de retourvloot.
Op alle VOC-scheepswerven bouwde men schepen met een lengte van (omgerekend) 39, 41, 45 en 48 meter. Alleen in Middelburg werden de Oost-Indiëvaarders van 51 meter of groter gebouwd. De Prins Willem, met haar 68 meter lengte en laadvermogen van 1200 ton het grootste VOC-spiegelretourschip ooit, liep daar in 1650 van de helling.
| Aantal Nederlandse schepen bestemd voor de handel op Indië |      |      |      |      |      |      |      |      |
| 1641                                                       | 1651 | 1670 | 1680 | 1689 | 1700 | 1725 | 1750 | 1775 |
| 56                                                         | 60   | 83   | 107  | 88   | 66   | 52   | 43   | 30   |

Vanwege een beveiligingsprobleem met de MediaWiki Graph-software is het momenteel niet mogelijk deze grafiek weer te geven. Zodra de software is bijgewerkt zal de grafiek vanzelf weer zichtbaar worden.

## Handel

### Beginjaren

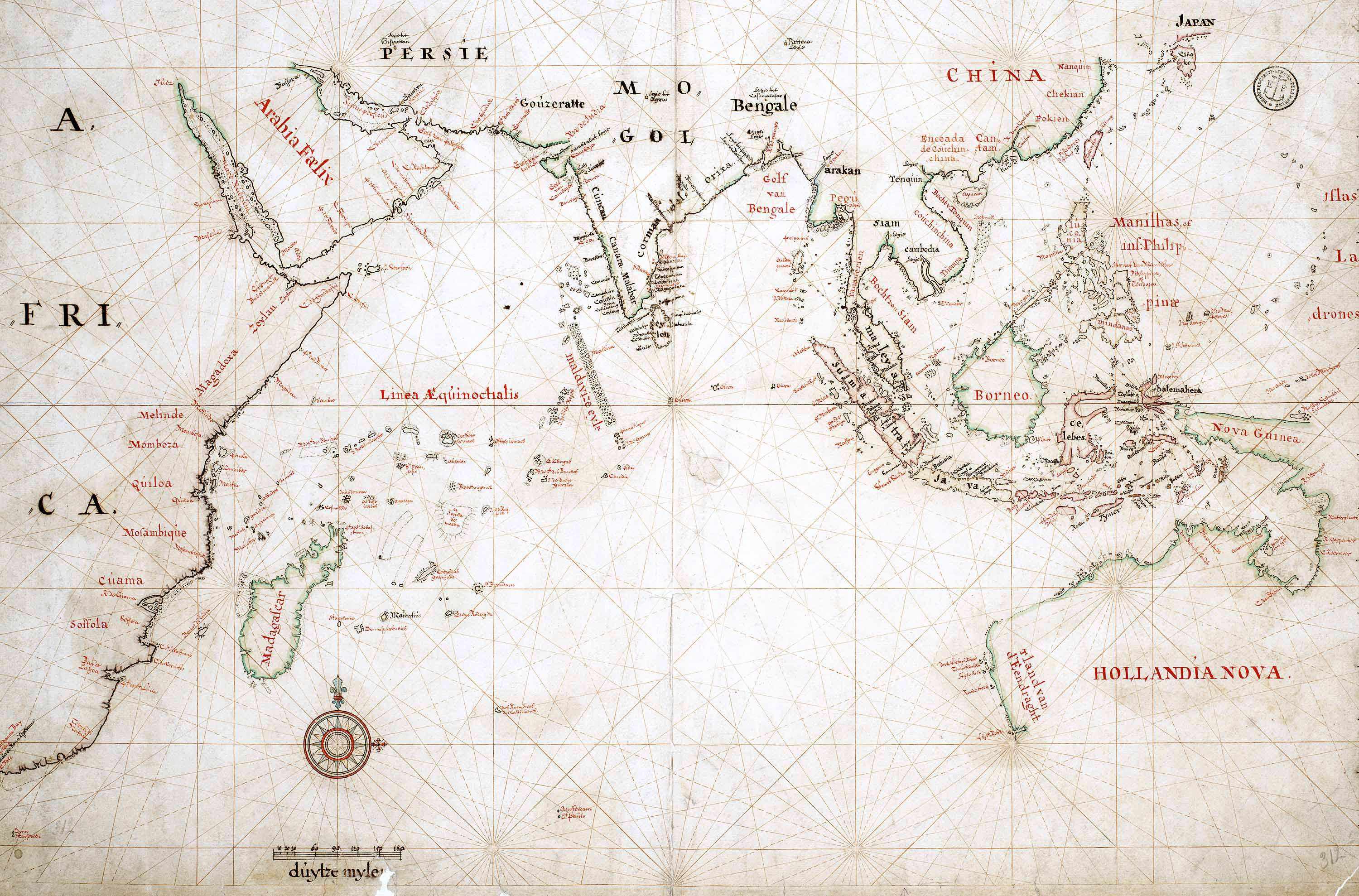
Het feitelijke handelsgebied. Officieel lag het aan de VOC verleende octrooi tussen Kaap de Goede Hoop en Straat Magellaan (dat niemant, (-)uit deze vereenigde Landen zal mogen vaaren, (-) Beoosten de kaap de Bonne Esperance, ofte door de straat van Magellanes, op de verbeurte van de schepen en goederen.).

Het feitelijke handelsgebied van de VOC strekte zich uit van Kaap de Goede Hoop tot Japan. De uitreding van schepen was een zo kostbare aangelegenheid dat er aanvankelijk weinig winst werd gemaakt. Typerend is dat de VOC-bewindhebbers in het begin uit eigen zak de boekhouders, de kassier en het overige kantoorpersoneel bezoldigden. De koersen van de actiën stegen snel toen Steven van der Hagen in 1605 als eerste met een rijke lading terugkwam en er in 1606 geruchten waren over een verovering van de Maleise stad Malakka.
De eerste jaren werd zwaar geïnvesteerd in een oorlogsvloot, om in Azië vaste voet aan de grond te krijgen. Aan de Staten-Generaal werd geld gegeven om in Portugal handels- en oorlogsschepen aan te vallen en havens te blokkeren. Zelf veroverde de VOC in de Indische archipel diverse Portugese forten en maakte 150 tot 200 schepen buit. De VOC groeide daarmee in de beginjaren uit tot een kaapvaartcompagnie. Ook tijdens het Twaalfjarig Bestand ging de gewapende strijd tegen de Spanjaarden en Portugezen in Azië onverminderd door. Zo werd de in Spaanse handen zijnde haven van Manilla verscheidene malen geblokkeerd. Pas begin jaren 1620 zou de VOC worden omgevormd tot handelscompagnie maar de gevechten tegen Portugal duurde voort tot ver in de zeventiende eeuw.
De eerste vier expedities naar Azië kostten de VOC meer geld dan was ingelegd. Tevens waren er meer specerijen geïmporteerd dan verkocht konden worden. In 1605 was Isaac le Maire wegens fraude als bewindhebber afgezet. Hij begon het financiële bedrijf Groote Compagnie dat zich richtte op de termijnhandel van de VOC-aandelen, waarbij het hem lukte om de koers te laten zakken om op die manier zelf hogere winsten te creëren en de VOC een loer te draaien. De VOC-bewindhebbers zagen zich om die reden in 1610 genoodzaakt om voor het eerst dividend uit te keren om de aandelenkoers te laten stijgen. Bij gebrek aan contanten werd die in specerijen uitbetaald. De koers steeg daarop, maar desondanks had de VOC in 1612 meer geld uitgegeven dan was binnengekomen en was het onmogelijk om de investeerders die dat wilden hun inbreng terug te betalen. De Staten-Generaal bepaalde daarop dat de kapitaalverstrekkers nog tien jaar op hun geld moesten wachten.
Al in 1608 werd een factorij in Masulipatnam gesticht, aan de Coromandelkust in het zuiden van India. Vanaf 1615 werd er handel gedreven op Bengalen in het noorden.
Aan de kaapvaart had de VOC in de eerste 21 jaar van haar bestaan volgens historicus Victor Enthoven zo'n tien miljoen gulden verdiend. Had zij die inkomsten niet gehad, dan was de compagnie volgens hem in de beginjaren al failliet gegaan. Het gemiddelde rendement op de aandelen bedroeg tot begin jaren twintig van de zeventiende eeuw zo'n zes procent op jaarbasis. Dat was minder dan wat de banken voor spaargeld gaven.

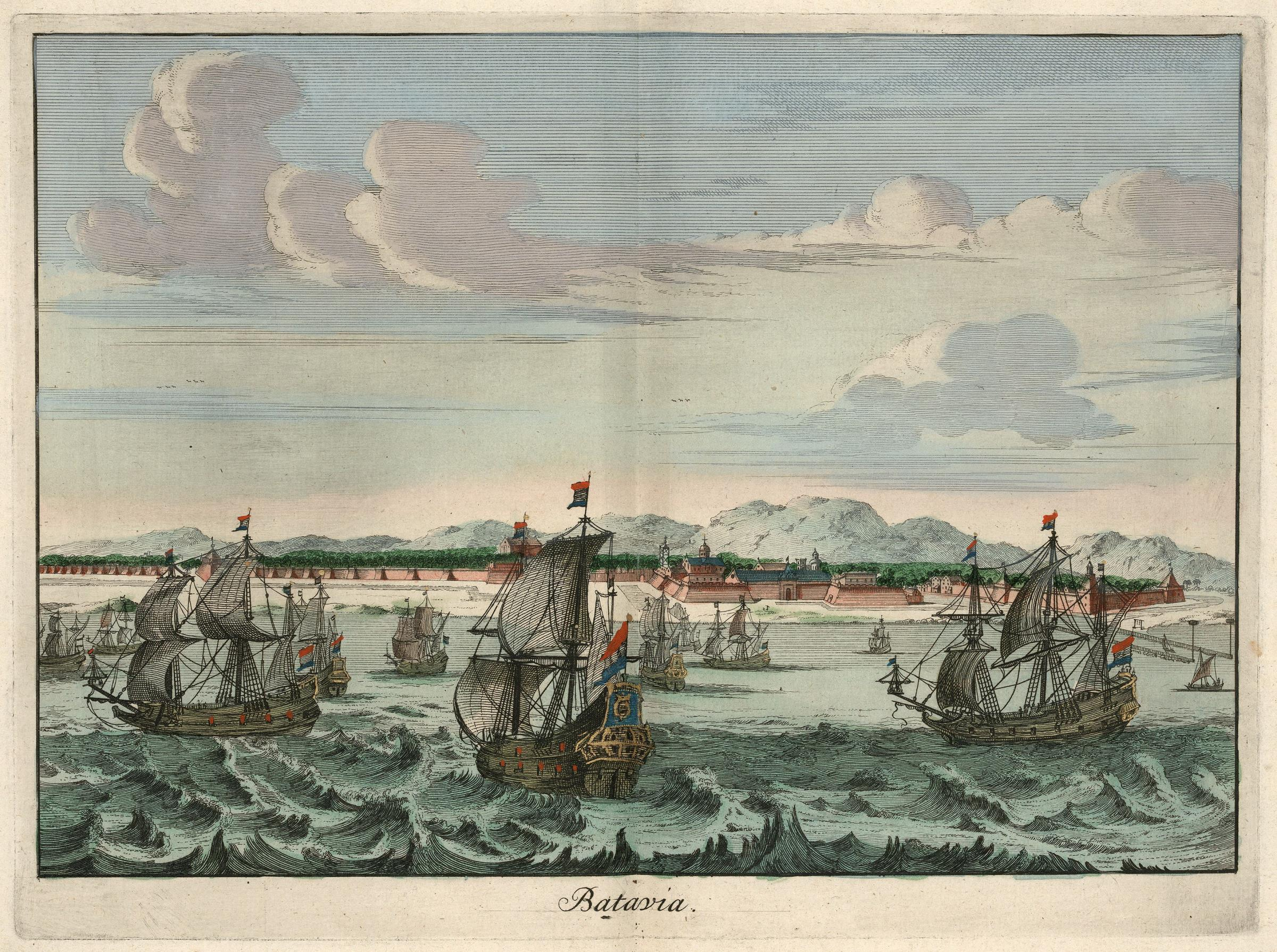
Zicht op Batavia (toegeschreven aan A. d'Winter, circa 1706) (collectie Koninklijke Bibliotheek, 's-Gravenhage)

Aangezien de VOC de periode na het Twaalfjarig Bestand vreesde, dat in 1621 zou eindigen, werd in 1619 een verbond gesloten met de Britse Oost-Indische Compagnie. Afgesproken werd dat de Engelsen en de VOC gezamenlijk een oorlogsvloot zouden vormen van twintig schepen. Daarmee zouden na het aflopen van het bestand de Spanjaarden en Portugezen bevochten kunnen worden. Ook zou daarmee voorkomen moeten worden dat de Chinezen nog langer handel zouden kunnen drijven met Manilla. Daarnaast werd bepaald dat beide compagnieën gezamenlijk in peper zouden handelen en de winst gelijkelijk zouden verdelen. Wat de specerijenhandel in de Molukken, Banda en op Ambon betreft, zou de VOC twee derde van de handel in handen krijgen en de Britten een derde. De samenwerking kreeg een flinke knauw toen in 1623 de VOC op Ambon liefst tien Britten liet onthoofden. Volgens de VOC zouden zij het plan hebben opgevat om de plaatselijke VOC-vesting te veroveren, in samenwerking met Japanse huursoldaten, waarvan er negen eveneens geëxecuteerd werden. De aantijgingen waren door de VOC verkregen middels het martelen van de Britten en Japanners. De Britse compagnie, evenals de Britse regering, ontkende in alle toonaarden dat er ooit plannen waren geweest om de VOC van Ambon te verjagen en eiste genoegdoening. Die kwam er niet. De overgebleven Britten lieten vervolgens de handel in de Molukken, Ambon en de Banda-eilanden voor wat het was en vluchtten, bang voor hun leven. De affaire ging de geschiedenis in als de Ambonse Moord. Van gezamenlijk optrekken tegen de Spanjaarden en Portugezen kwam weinig meer terecht. Slechts eenmaal werd een gezamenlijke oorlogsvloot samengesteld, in 1620 en gericht tegen Manilla.

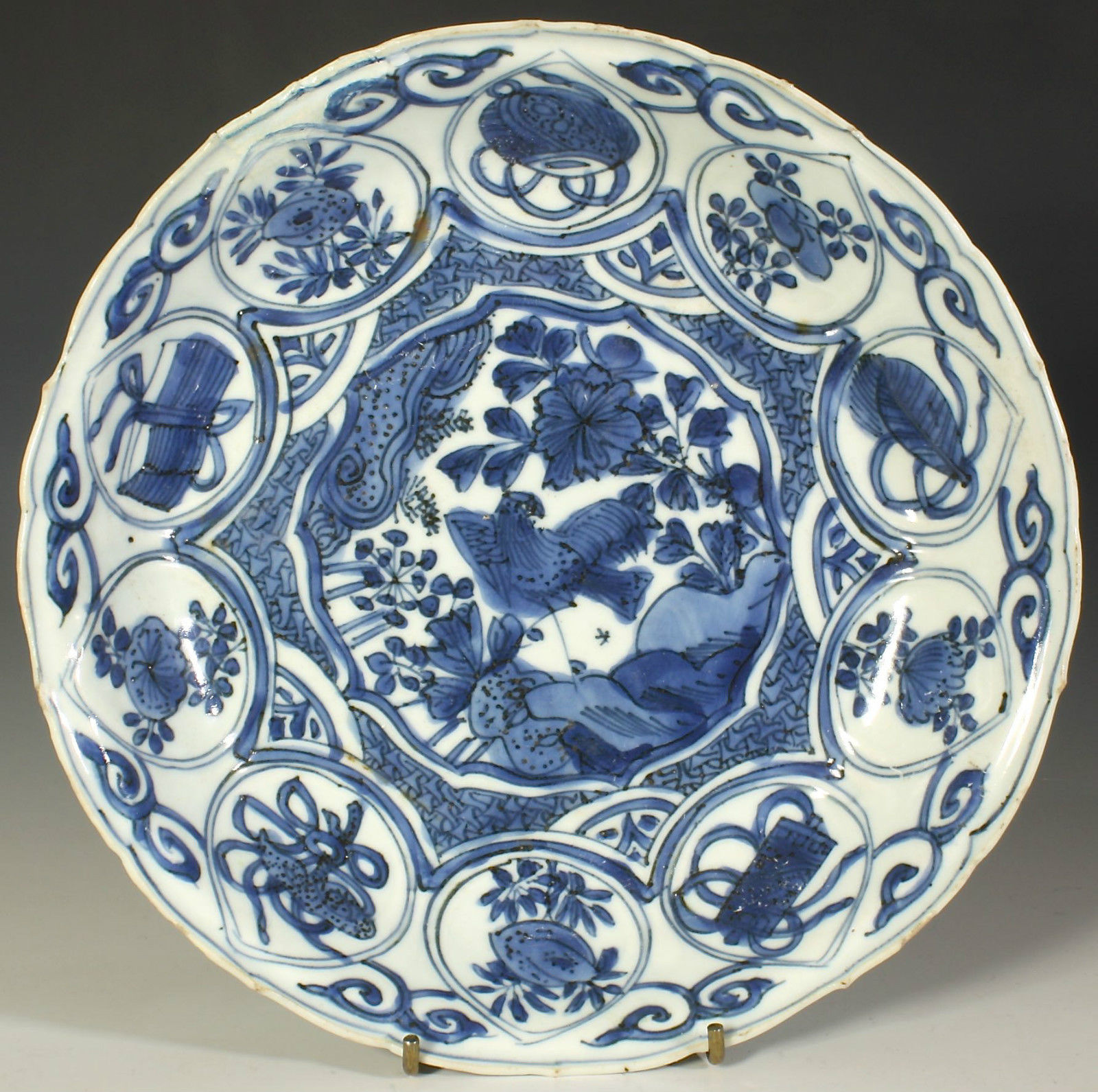
Kraakporselein

In 1622 voerde een groep participanten oppositie tegen de bewindhebbers. Een aantal bewindhebbers had namelijk een complete voorraad handelsgoederen opgekocht, nog voordat die de Republiek bereikt had. De aandeelhouders beschuldigden de bewindhebbers van mismanagement, zelfverrijking, belangenconflicten en een gebrek aan financiële openheid. Daarop werd bij de vernieuwing van het octrooi in 1623 de macht van de bewindhebbers enigszins beperkt. Er werd een regel ingesteld dat ze niet meer hun leven lang, maar slechts voor een periode van drie jaar als bewindhebber konden aanblijven en vervolgens drie jaar aan de zijlijn moesten staan. Hiermee werd al spoedig de hand gelicht. Daarnaast mochten de bewindhebbers alleen nog op publieke veilingen en tegen dezelfde voorwaarden als anderen handelswaren kopen.
Vanaf 1647 werden de bewindhebbers vast bezoldigd, evenals het kantoorpersoneel. In dat jaar probeerde de in 1621 opgerichte en inmiddels nagenoeg failliete West-Indische Compagnie vergeefs te fuseren met de VOC.

### Ruilhandel

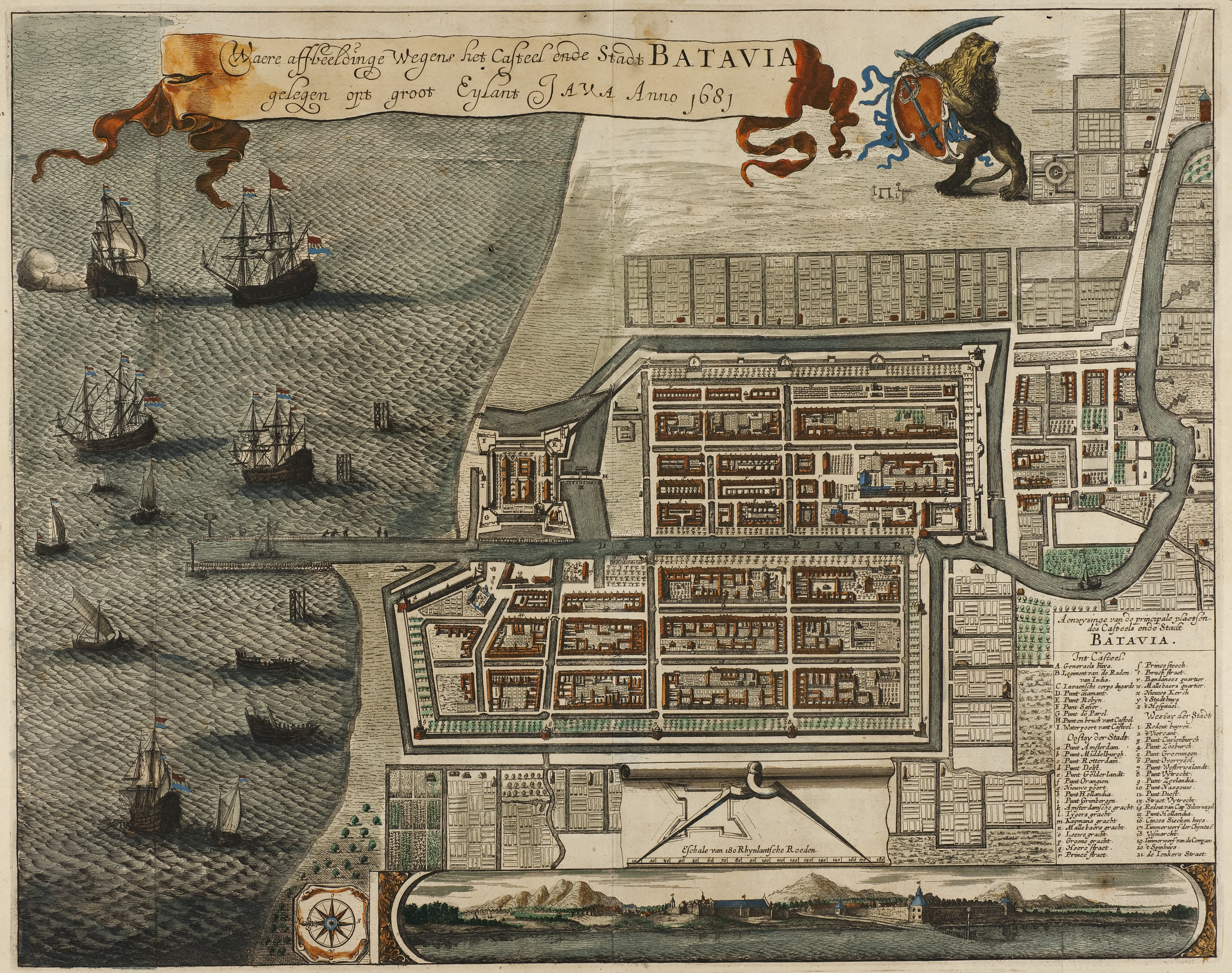
Batavia omstreeks 1681

Omdat er in Azië weinig interesse bestond voor Europese producten, voeren de schepen aanvankelijk met een ballast van bakstenen en werd de handel veelal betaald met goud en zilver, aangevoerd vanuit Europa, Arabië, Zuid-Amerika of Japan, of met textiel en zijde die in India waren gekocht. Zo bouwde de VOC voort op een bestaand handelsnetwerk dat werd uitgebreid met factorijen die zilver, tin, hout, huiden, koper, salpeter, ivoor, betelnoten en opium leverden.
Het opzetten van een netwerk van ruilhandel, dat de "Indische buitenhandel" werd genoemd, is gepropageerd door gouverneur-generaal Jan Pieterszoon Coen (1587–1629) om het tekort aan edele metalen en contanten te ondervangen. Hij was ervan overtuigd dat met deze intra-Aziatische handel de VOC zich volledig zou kunnen bedruipen en geen geld uit de Republiek meer nodig zou hebben om handelsgoederen in te kopen. Om dat mede te realiseren wilde hij vele Nederlanders naar de Indische archipel laten emigreren. Voor dat laatste ontbrak het aan belangstelling. Tussen circa 1635 en 1690 maakte de VOC inderdaad winst met de door Coen ingestelde interne handel.
Het ruilen van Chinese zijde tegen Japans zilver bleek uitermate winstgevend. Pattani op het Maleise schiereiland werd al snel een centrum voor de inter-Aziatische handel; in het bijzonder voor de handel op China.

### Monopolie
Het was de VOC al snel duidelijk dat er in Europa slechts een beperkte markt was voor de afzet van specerijen. De compagnie vreesde dat als anderen ongebreideld specerijen zouden gaan aanvoeren, de verkoopprijs zou kelderen. Om die zoveel mogelijk in eigen hand te houden, besloot de VOC dat het voor de compagnie het voordeligst was om de specerijenhandel te monopoliseren.
Samen met de eerste gouverneur-generaal Pieter Both stond Jan Pieterszoon Coen een beleid voor om op agressieve wijze een monopolie te verwerven in de specerijenhandel in de Indische archipel. Om dat te bereiken voerde Coen oorlog tegen Europese rivalen en Indische vorsten. De pogingen van de Britse Oost-Indische Compagnie een aandeel te krijgen, werden door Coen zo veel mogelijk gedwarsboomd.
Uiteindelijk gelukte het de compagnie, veelal met geweld of anderszins met vals spel, om de specerijenhandel grotendeels te monopoliseren. Met peper lukte dat echter niet, aangezien de gebieden waar deze specerij groeide te wijd verbreid was. Het lukte eigenlijk ook niet met kaneel, maar de VOC had wel de gehele kaneelhandel op Ceylon in handen en de kwaliteit van het kaneel op dit eiland was superieur aan alle andere.
Net als de Portugezen in Goa, zag Coen als doel alle handel te centraliseren en via Batavia te laten verlopen. Vervolgens beoogde hij de handel op het Chinees Keizerrijk te monopoliseren door havens te bezetten die door Chinese schippers werden aangedaan en oorlog te voeren tegen Spanjaarden en Portugezen om hun aandeel in de lucratieve handel met het onbekende maar rijk geachte China af te buigen naar Batavia. Zo werd de haven van Manilla geblokkeerd om Chinese kooplieden te dwingen Batavia aan te doen.
In 1622 werden de Banda-eilanden onder controle gebracht (waarbij vrijwel de gehele plaatselijke bevolking omkwam) en besloot de VOC mee te werken aan de uitrusting van de Nassause vloot onder Jacques l'Hermite, die belast was met een geheime instructie: een aanval op Callao en het in handen krijgen van een zilvervloot.
De VOC concentreerde de teelt van kruidnagelen op het Molukse eiland Ambon door op andere Molukse eilanden alle kruidnagelbomen te kappen. Om een monopolie af te dwingen, beval Coen om de plaatselijke bevolking van de Zuid-Molukse Banda eilanden uit te moorden en te vervangen door slaven uit India.
Coen gaf in 1622 opdracht om de Portugezen met geweld uit Macau te verjagen. De Portugese verdediging bleek sterker dan gedacht en de aanval werd een mislukking. Vervolgens werd een fort gebouwd op de wat verderop gelegen eilandengroep Pescadores in de Straat Formosa om van daaruit op China handel te drijven, maar de Chinezen toonden weinig interesse, waarop besloten werd om langs de Chinese kust te gaan roven. Dat leidde tot een tegenreactie van de Chinezen, die de VOC op de Pescadores aanvielen. Na een beleg van enkele maanden gaven de Hollanders zich over en verkasten naar een zandbank vlak bij het nog verder van de Chinese kust afgelegen Formosa. In 1633 vond er een nieuwe strijd plaats over wie de baas was in de Straat Formosa. Deze Zeeslag bij de baai van Liaoluo werd opnieuw glansrijk door de Chinezen gewonnen.
Vanaf 1634 won de factorij aan de Hooghly steeds meer aan belang. Pas vanaf dit jaar werd jaarlijks dividend uitgekeerd.

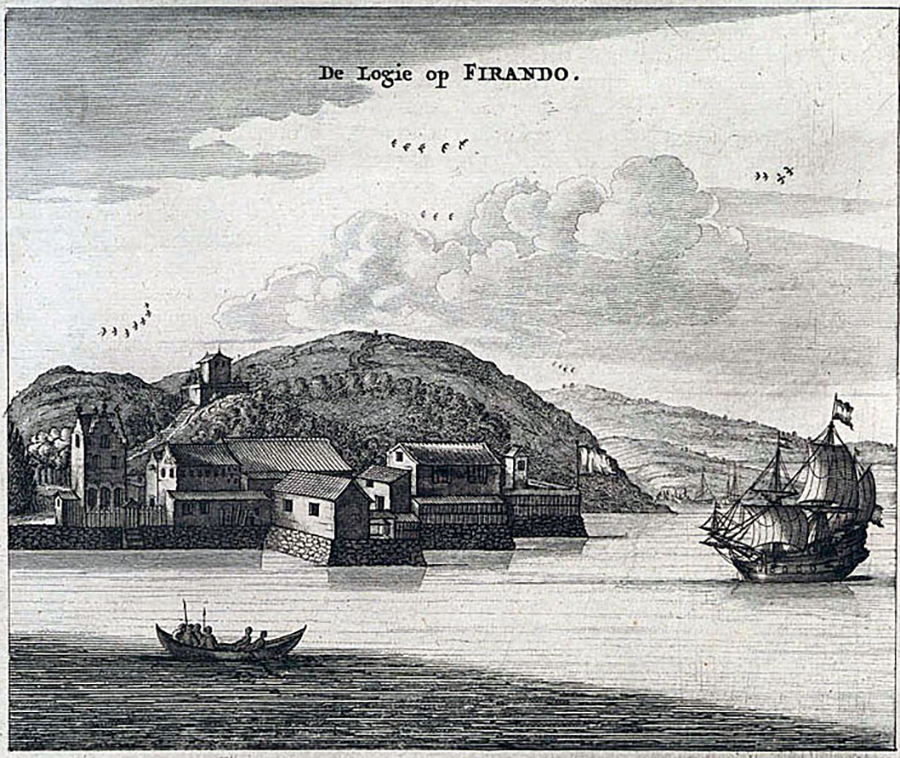
De Nederlandse factorij op het Japanse eiland Hirado (zeventiende-eeuwse gravure)

De VOC vestigde in 1637 een factorij in het Vietnamese Tonkin, belangrijk voor de export van Vietnamese zijde naar Japan. In Japan kon de VOC relatief gunstig aan zilver komen, waar een kwart van de wereldproductie plaatsvond. De waardeverhouding van goud en zilver tussen Europa en Azië verschilde; de waardering van zilver in het verre oosten en Perzië was groter dan voor goud. Vanaf 1640 kreeg de VOC in Japan te maken met tegenwerking van de shogun die de Hollandse factorij op Hirado liet verplaatsen naar het kunstmatige eiland Dejima. De Portugezen waren al eerder uit Japan verdreven vanwege hun missieactiviteiten, waardoor de Nederlanders uiteindelijk tot 1853 de enige westerlingen waren die met Japan handel mochten drijven.
Gouverneur-generaal Antonie van Diemen stuurde Abel Tasman in 1642 eropuit om Zuidland, het latere Australië, verder in kaart te brengen. De expedities van Maarten Vries naar het noorden en van Tasman naar het zuiden hadden tot doel meer goud en zilver aan te leveren, maar beiden keerden onverrichter zake terug.

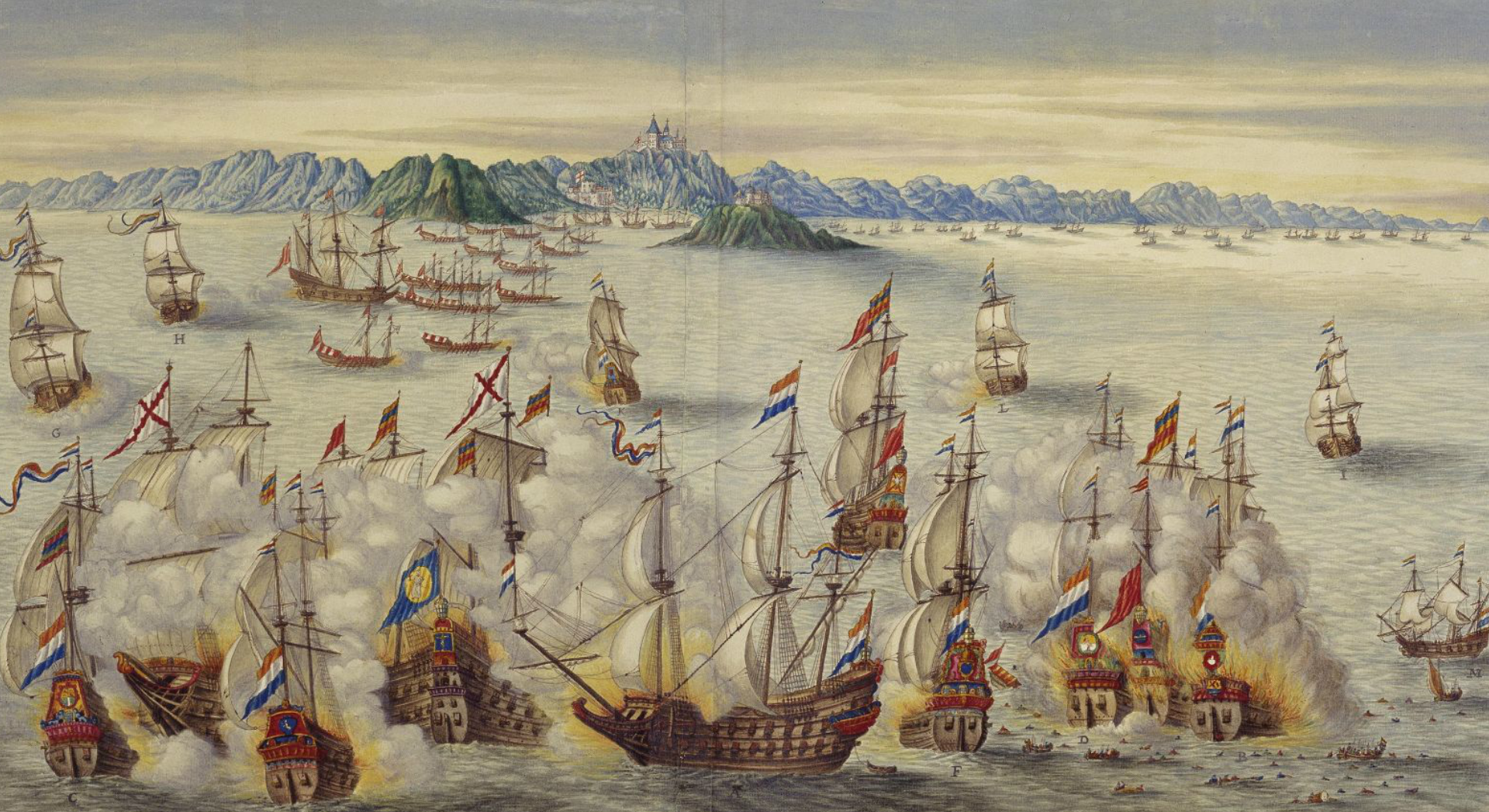
De zeeslag bij Goa in 1638 tussen de VOC en een Portugese vloot (Johannes Vingboons, 1665)

De stad Goa werd acht jaar lang geblokkeerd, zodat de uitvoer naar Lissabon tussen 1636 en 1644 werd belemmerd. In 1641 verdreven de Nederlanders met hulp van de sultan van Johor de Portugezen uit hun fort in Malakka en de VOC nam daarmee een belangrijk handelscentrum over, evenals de heerschappij over de Straat van Malakka. Omdat de VOC vanuit Batavia al de Javazee beheerste, had de compagnie vanaf Kaap de Goede Hoop de handelsroute naar de Zuid-Chinese Zee in handen.
De Cambodjaanse koning liet in 1643 na een zakelijk meningsverschil tientallen VOC-personeelsleden vermoorden. Tientallen andere VOC'ers werden tot slaaf gemaakt. Een jaar later werd een VOC-vloot verslagen die wraak wilde komen nemen. Enkele jaren eerder waren al alle VOC-functionarissen in de factorij van het Vietnamese Hội An vermoord, een vergeldingsactie van de plaatselijke heersers voor het door de VOC eigenhandig ophangen van een dief. De VOC kwam ook hier, met drie schepen, represaillemaatregelen nemen, maar werd verslagen.

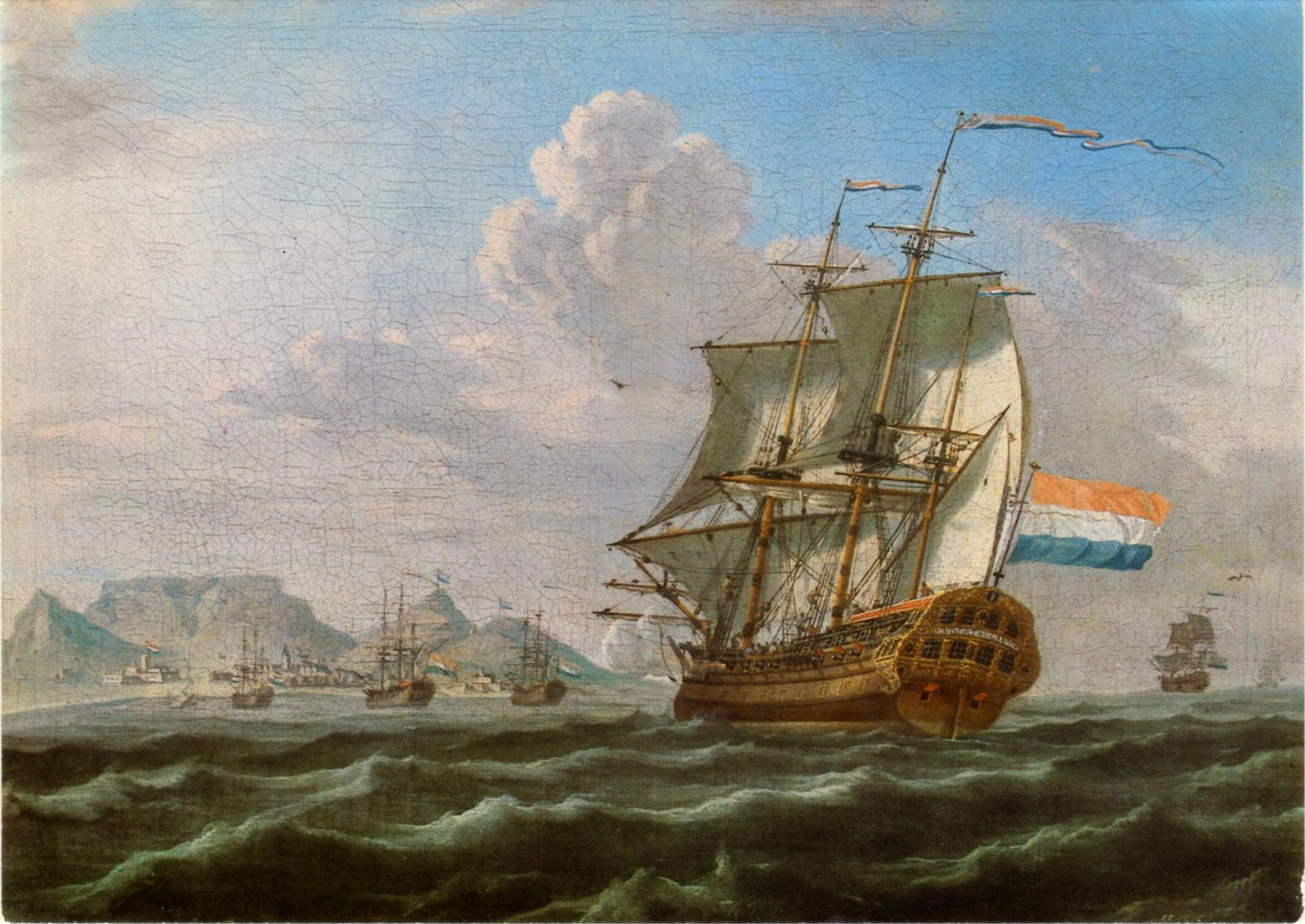
Anoniem schilderij met de Tafelberg op de achtergrond (1762)

In 1652 vestigde Jan van Riebeeck een verversingspost bij Kaap de Goede Hoop, daarmee de aanzet gevend voor wat later de Kaapkolonie zou worden.

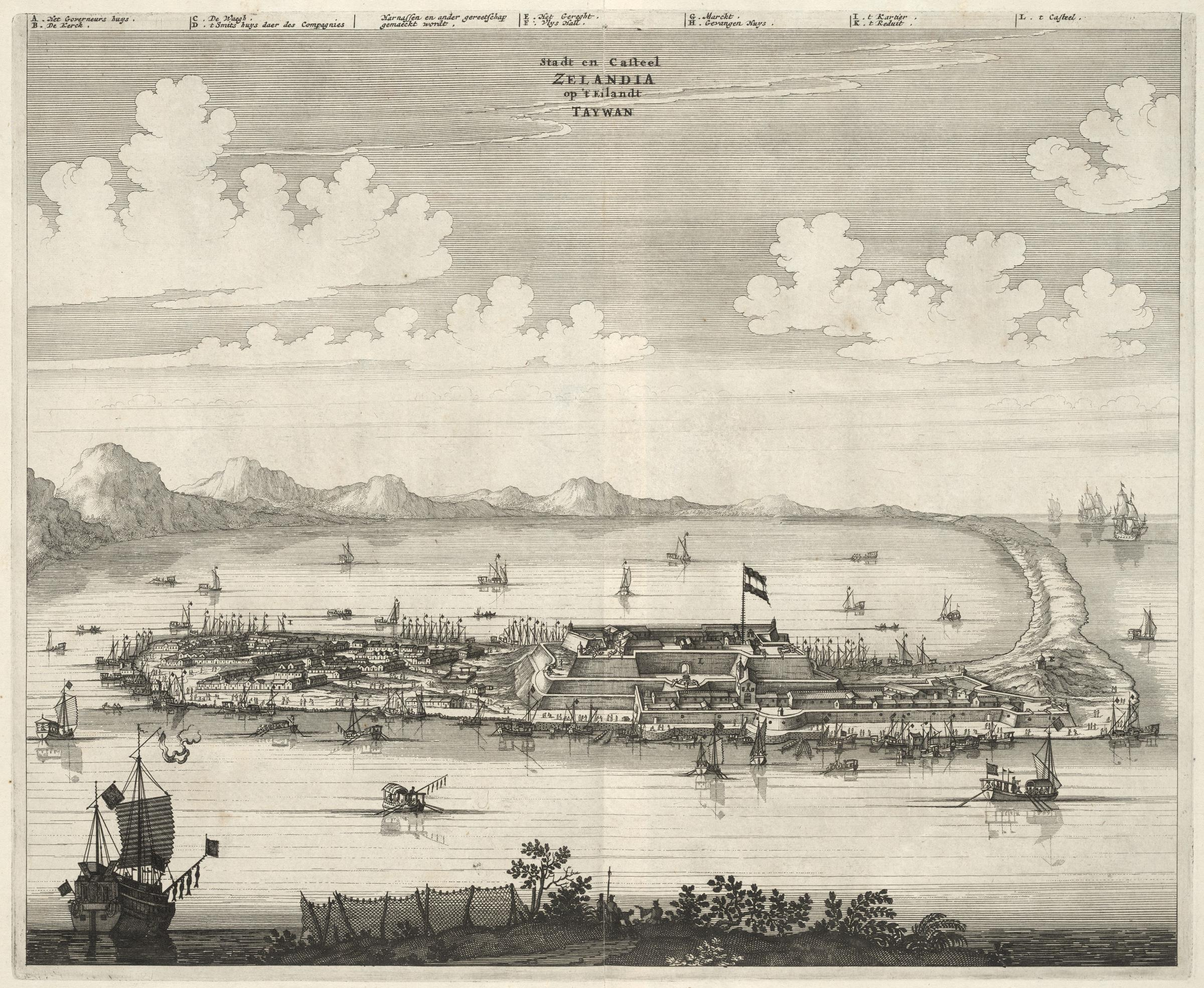
Blik op Fort Zeelandia op Formosa (anoniem, circa 1670, collectie Koninklijke Bibliotheek)

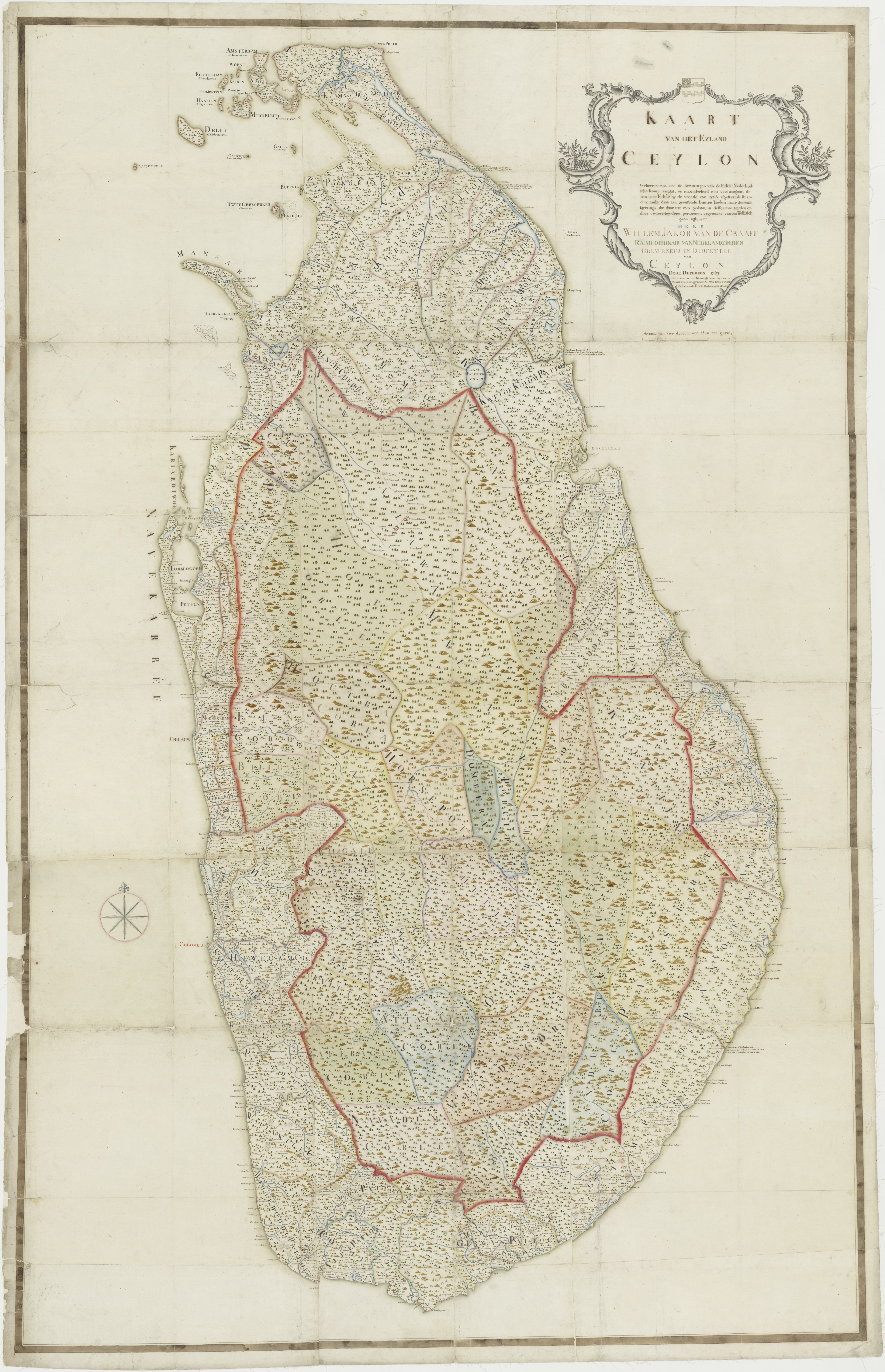
Kaart van het eiland Ceylon na de soevereine overdracht in 1766 van alle kustgebieden aan de VOC door het Koninkrijk Kandy. Alles binnen de rode lijn behoorde Kandy toe, erbuiten aan de VOC. (Jean du Perron, 1789, collectie Nationaal Archief, 's-Gravenhage)

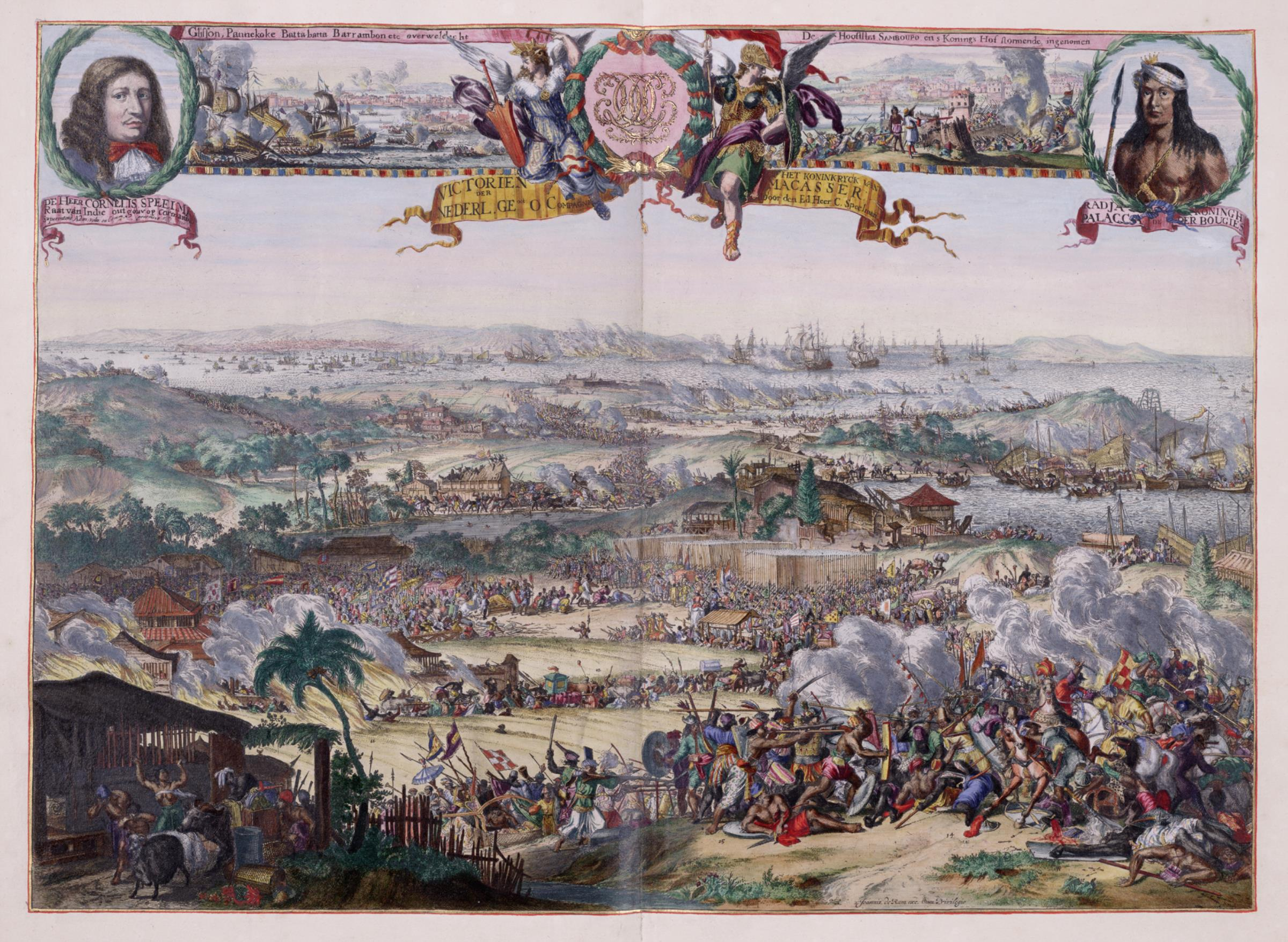
Makassar werd door de VOC veroverd op de inlanders in de jaren 1666-1669

In 1654 waren de factorijen Suratte in noordwest India, Jambi op Sumatra, Fort Zeelandia op Formosa en Dejima in Japan de enige die winst maakten; de andere leden verlies, inclusief die van Batavia.
De Portugezen werden in 1658 op gewelddadige wijze van Ceylon verdreven waardoor de handel in olifanten en kaneel volledig in handen van de VOC kwam. Alleen al de aanval op het Ceylonse Fort Jaffna kostte aan 2170 Portugezen en inlanders het leven. Galle werd een belangrijke haven van waar rechtstreeks op Holland en Zeeland werd gevaren. Ook de hele Coromandelkust viel in Nederlandse handen. In 1662 ging Formosa verloren aan de piraten van de Chinese Koxinga. Meer dan tweeduizend soldaten en personeelsleden van de VOC kwamen daarbij om het leven. Een jaar later was er wel militair succes doordat de Zuid-Indiase stad Cochin aan de Malabarkust veroverd werd op de Portugezen.
In 1668 sloot de VOC na een lange strijd het Verdrag van Bongaja met de sultan van Makassar, waar jarenlang de belangrijkste concurrerende haven was. Hierin werd onder meer bepaald dat alle 2.000 Portugezen moesten vertrekken. Vanaf dat moment kon in de hele wereld geen kruidnagel vervoerd worden zonder dat de VOC daarbij betrokken was.
Rond 1670 introduceerde de VOC op de Coromandelkust de massaproductie van opium voor verkoop op Java, India en China.
In 1682-1684 intervenieerde de VOC op dringend verzoek in Bantam. De VOC steunde de zwakste partij die vervolgens de verplichting kreeg de VOC het pepermonopolie te geven, waarop de Engelse, Deense en Franse Oost-Indische compagnieën het nakijken hadden.
De jaren onder de gouverneurs-generaal Joan Maetsuycker, Rijcklof van Goens en Cornelis Speelman waren gunstig voor de VOC; het handelsimperium werd belangrijk uitgebreid. Coenraad van Beuningen propageerde vervolgens verregaande bezuinigingen bij de VOC. Hij produceerde reeksen voorstellen om een efficiënter beleid te introduceren en eiste meer toezicht en scherpere naleving. Van Reede werd erop uitgestuurd de corruptie en morshandel onder het VOC-personeel in India en Japan te bestrijden.
In 1682 werden er op een VOC-schip zes apen, twaalf papegaaien, twee Ambonese kaketoes, een krokodil, een Bengaals hertje en een jonge eland vervoerd. De vraag naar en aanvoer van dieren was al snel zo groot dat de VOC in Amsterdam onderkomens liet bouwen om de bijzondere en zeldzame exemplaren tijdelijk te huisvesten.
Tot 1690 stegen de winsten en ook de kosten; na 1692 daalden de winsten en namen de lasten verder toe. Toch bleef de handel tussen Europa en Azië verder stijgen. De financieel meest gunstige periode was die van 1687 tot 1736. Op koffie, thee, suiker en textiel werd echter minder winst gemaakt dan op de specerijen uit de beginjaren.
Volgens Pieter van Dam (1621-1706), die ruim vijftig jaar secretaris is geweest van de VOC-kamer in Amsterdam en rond 1700 de geschiedenis van de VOC beschreef, werd er in zijn tijd bijna net zoveel particuliere handel gedreven als voor rekening van de compagnie.
In 1727 werd voor de eerste maal besloten tot een directe vaart op China; aanleiding was de kwaliteit van de thee op te voeren. Het experiment duurde niet lang. Uiteindelijk liet de VOC ook de handel in Chine de commande steeds meer over aan particulieren.
De compagnie had contracten met de meeste vorsten aan de Malabarkust en trad op als beschermheer van de raja van Cochin. Vanwege de lange, grillige kust lukte het echter nooit een monopolie op de peperhandel te realiseren. Vanaf 1730 kreeg de VOC bovendien te maken met de expansie van het koninkrijk Travancore in het zuiden, dat ook een pepermonopolie nastreefde en optrok tegen de andere rijken. De VOC-commandeur van Malabar Julius Stein van Gollenesse leed bij een militaire actie in 1741 met troepen uit Cochin een nederlaag in de Travancore Oorlog. In 1753 sloot de VOC met Travancore een lucratief handelsverdrag, waarbij peper geruild werd voor wapens en munitie, maar de geleden reputatieschade betekende dat zij vanaf dat moment aan de Malabarkust geen grootmacht meer was. De beloftes voor militaire bijstand aan de andere rijken werden niet meer nagekomen. Het hielp indirect de Britse Oostindische Compagnie om haar greep op het gebied te versterken.

### Teruggang handel

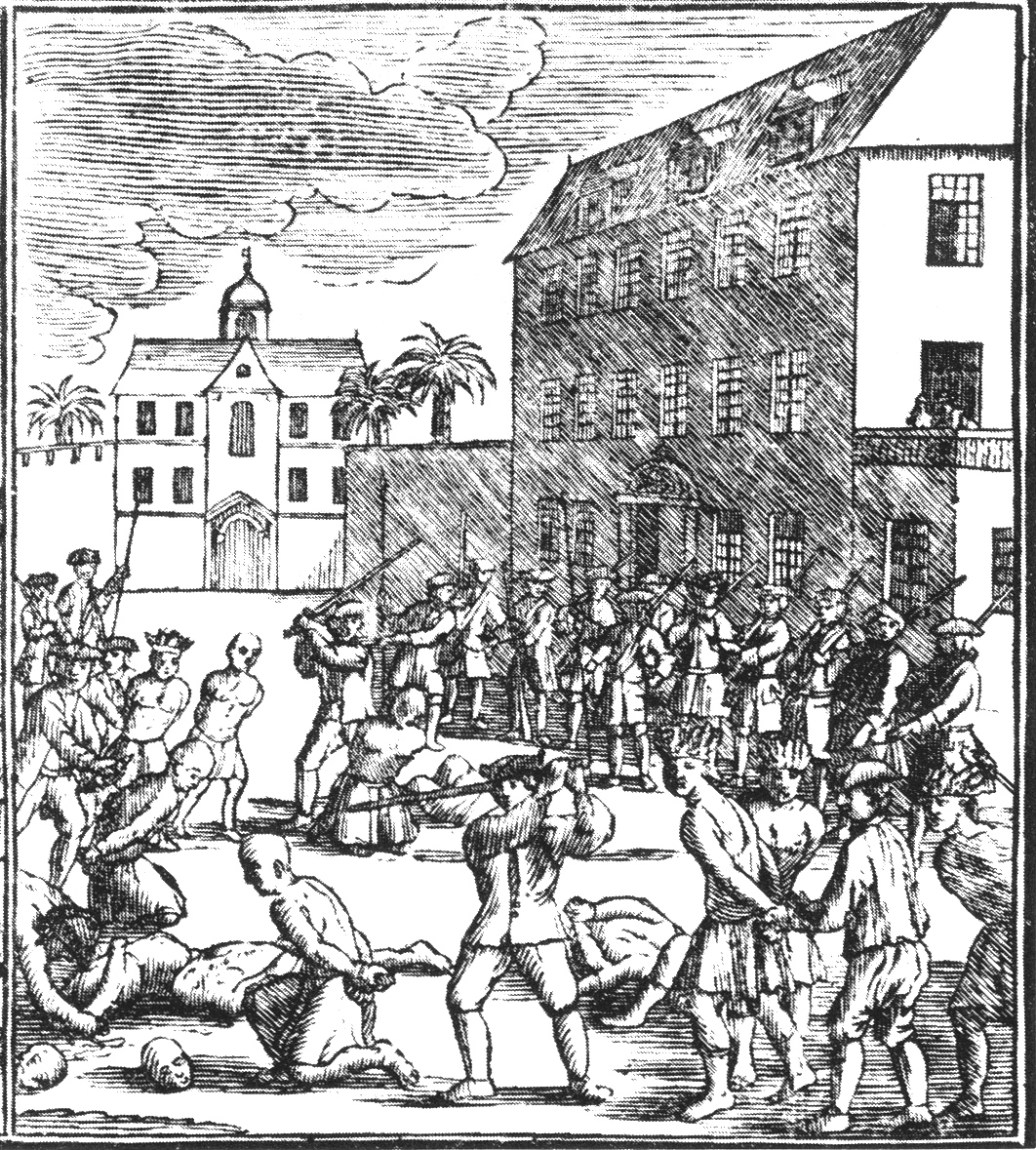
Chinezenmoord in Batavia van oktober 1740. Onbekende maker en in 1895 gepubliceerd in de Atlas Van Stolk. Katalogus der historie-, spot- en zinneprenten betrekkelijk de geschiedenis van Nederland.

Het einde van de VOC had vele oorzaken en was een langzaam verlopend proces dat een flink deel van de achttiende eeuw in beslag nam. De vaste kosten bleven hoog vanwege de vele garnizoenen die bemand moesten worden en de sterke oorlogsvloot die nodig was om het handelsgebied van de VOC te verdedigen.
De intra-Aziatische handel, die in het begin zeer winstgevend voor de VOC was geweest, bracht al vanaf het einde van de zeventiende eeuw geen winst meer op. De handel met Japan via Dejima droogde grotendeels op en de export van zilver en goud uit Japan werd verboden. In de tweede helft van de achttiende eeuw verschoof bovendien de handel van dure luxegoederen naar goedkopere massagoederen. Dat ging ten koste van de winstmarge.
In de jaren twintig en dertig van de achttiende eeuw ontstond er grote werkloosheid onder de Chinezen, die op Java in de suikerindustrie actief waren, vanwege het in Europa op de markt brengen van goedkopere Braziliaanse suiker. Er kwamen gewapende opstanden en een Chinese aanval op Batavia kon nog net afgeslagen worden. Een en ander culmineerde in oktober 1740 in en rond Batavia in het vermoorden van 5000 tot 10.000 Chinezen; velen waren ongewapend. De slachting, voornamelijk verricht door Hollanders, werd bekend als de Bataviase Furie. Gouverneur-generaal Adriaan Valckenier werd medeverantwoordelijk gehouden en verdween voor de rest van zijn leven achter slot en grendel.
In een vroege poging de smokkel van opium tegen te gaan, werd in 1745 de Amfioensociëteit opgericht. Deze kreeg het monopolie op de opiumhandel op Java en nam tegen een vastgestelde prijs van de VOC een bepaalde hoeveelheid opium af. De sociëteit werd gerund door VOC-bestuurders. De winsten waren voor hen persoonlijk. De opiumsmokkel kon echter niet uitgeroeid worden.
In 1756 verloor de VOC zijn handelsgebieden in de Perzische golf. Toen de Engelsen in 1757 Calcutta op de plaatselijke vorst veroverden, kregen die het monopolie op de opiumhandel. De VOC moest voortaan de opium tegen een forse prijs van de Engelsen inkopen, waardoor de winst terugliep. Vanaf dat moment was de VOC niet meer heer en meester in 'haar' handelsgebied. In 1758 moest de VOC haar positie in Suratte afstaan aan de Engelsen. Vanaf 1767 werd ook de handel met Ayutthaya minder winstgevend.
Van de handel met Kanton bestond 80% uit thee. Die werd betaald met handelsgoederen die ter plekke eerst verkocht moesten worden om de thee te kunnen inkopen. Als dat gebeurd was, hadden de concurrenten de beste kwaliteit thee al opgekocht.
Een belangrijke reden was de toenemende Britse en Franse invloed via de Engelse Oostindische Compagnie en de Franse Oost-Indische Compagnie. Deze kregen militaire staatssteun, terwijl de VOC dergelijke kosten grotendeels zelf moest dragen, wat de concurrentiepositie bemoeilijkte.
Een belangrijke schadepost was de illegale particuliere handel of "morshandel", die bedreven werd door de personeelsleden van de compagnie die pover werden betaald en zich op deze manier wisten te verrijken. Repatriërende VOC-dienaren brachten vaak grote fortuinen, die ze zonder toestemming van hun werkgever voor eigen rekening hadden vergaard, mee naar het vaderland. Overigens mocht het hogere scheepspersoneel wel altijd al in beperkte vorm privéhandel bedrijven. Hiermee probeerde de VOC smokkel tegen te gaan. In 1743 werden de mogelijkheden tot private handel uitgebreid. VOC-personeel mocht gaan handelen in producten die voor de VOC weinig winstgevend waren. Was het personeel daarmee in de ogen van de VOC te succesvol, dan gebeurde het weleens dat de compagnie verbood om in een bepaald product nog langer als privépersoon handel te drijven.
Aan het eind van haar bestaan werd de VOC bestuurd door mensen die te weinig commerciële ervaring hadden, geen reder waren en die meestal ook nog nooit in Indië waren geweest. Bovendien ontbrak het aan een doorzichtig boekhoudsysteem, zodat men in Amsterdam geen goed zicht had op het verloop van de geldstromen. Een winst- en verliesrekening werd nooit opgemaakt en de vorming van een reservefonds werd nagelaten. Volgens raadpensionaris Laurens Pieter van de Spiegel was de VOC een lichaam zonder directie, orde of spaarzaamheid. Vastgesteld kan worden dat de gehele organisatie te rigide was om zich aan te passen.
De bedrijfsresultaten daalden tot 1775 scherp, daarna trad een licht herstel in.
Toen door de Vierde Engels-Nederlandse Oorlog retourschepen de Republiek niet meer konden bereiken, ging het snel bergafwaarts. Twee jaar lang lag de handel stil. Grote voorraden handelsgoederen in de factorijen in Voor-Indië (Nagapattinam) waren door de Engelsen in beslag genomen. Al in 1781 besloten de Hollandse Kamers surseance van betaling aan te vragen en er is sindsdien geen dividend meer uitgekeerd. Obligaties op de VOC waren inmiddels nagenoeg onverkoopbaar. Steun van de stad Amsterdam, de Bank van Lening, de Staten-Generaal, het gewest Holland en het in 1790 organiseren van loterijen konden het tij niet keren. De privileges van de bewindhebbers kwamen onder het mes en een aantal logementen werd opgeheven. In 1793 dreigden de bewindhebbers met de schorsing van de uitbetaling en het sluiten van de werven. In 1794 kwam naar buiten dat de Amsterdamse Wisselbank voor miljoenen guldens illegaal blanco krediet had verstrekt aan de VOC. Na het in 1795 uitbreken van de oorlog met Frankrijk vielen de meeste overgebleven VOC-kantoren in Engelse handen. Alleen de bezittingen op Java en de factorijen op Dejima en in Kanton bleven behouden.

### Opheffing

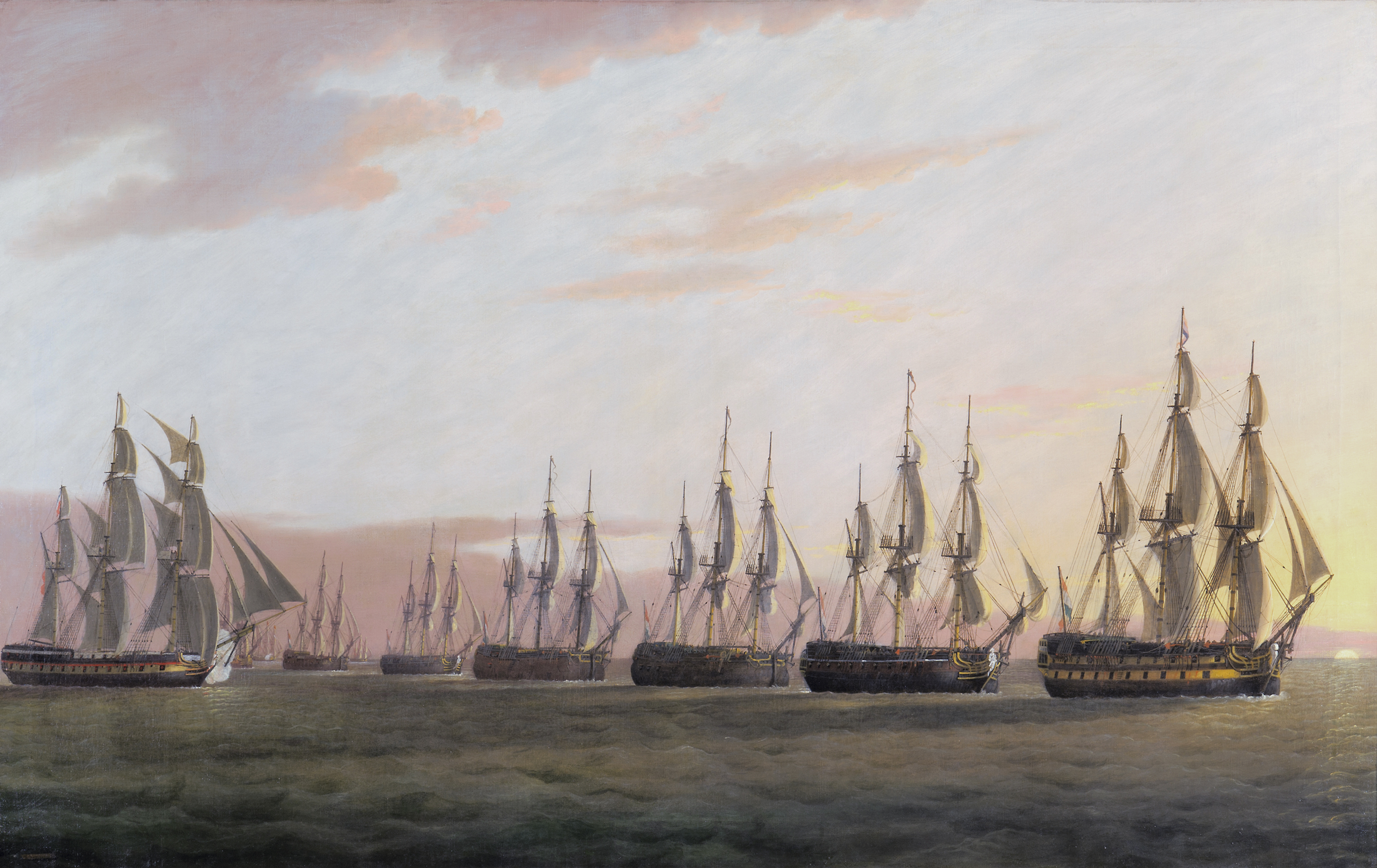
Nadat de Fransen Nederland hadden bezet, hoorde Nederland bij de vijand van Engeland. In juni 1795 hielden de Engelsen een handelsvloot van de VOC aan. Het verlies van de handelswaar was voor de kwakkelende VOC de genadeslag. (Thomas Luny, 1797)

Na de oprichting van de Bataafse Republiek in 1795 werd op 24 december van dat jaar besloten dat de VOC per 1 maart 1796 genationaliseerd werd. Alle bewindhebbers werden per die datum ontslagen. De schulden, bezittingen en administratie van de VOC gingen over op de nieuwe republiek.
Het octrooi dat eind dat jaar zou aflopen, werd verlengd tot 31 december 1798 om de lopende zaken af te handelen en vervolgens voor een laatste keer tot 31 december 1800. Na het faillissement werd de VOC in de volksmond "Vergaan Onder Corruptie" genoemd.
De afzonderlijke Kamers van de VOC in Delft, Hoorn en Enkhuizen werden pas in 1803 door de Raad van Aziatische Bezittingen en Etablissementen opgeheven. In Rotterdam en Middelburg bleven verkoopkantoren bestaan.

## Slavernij

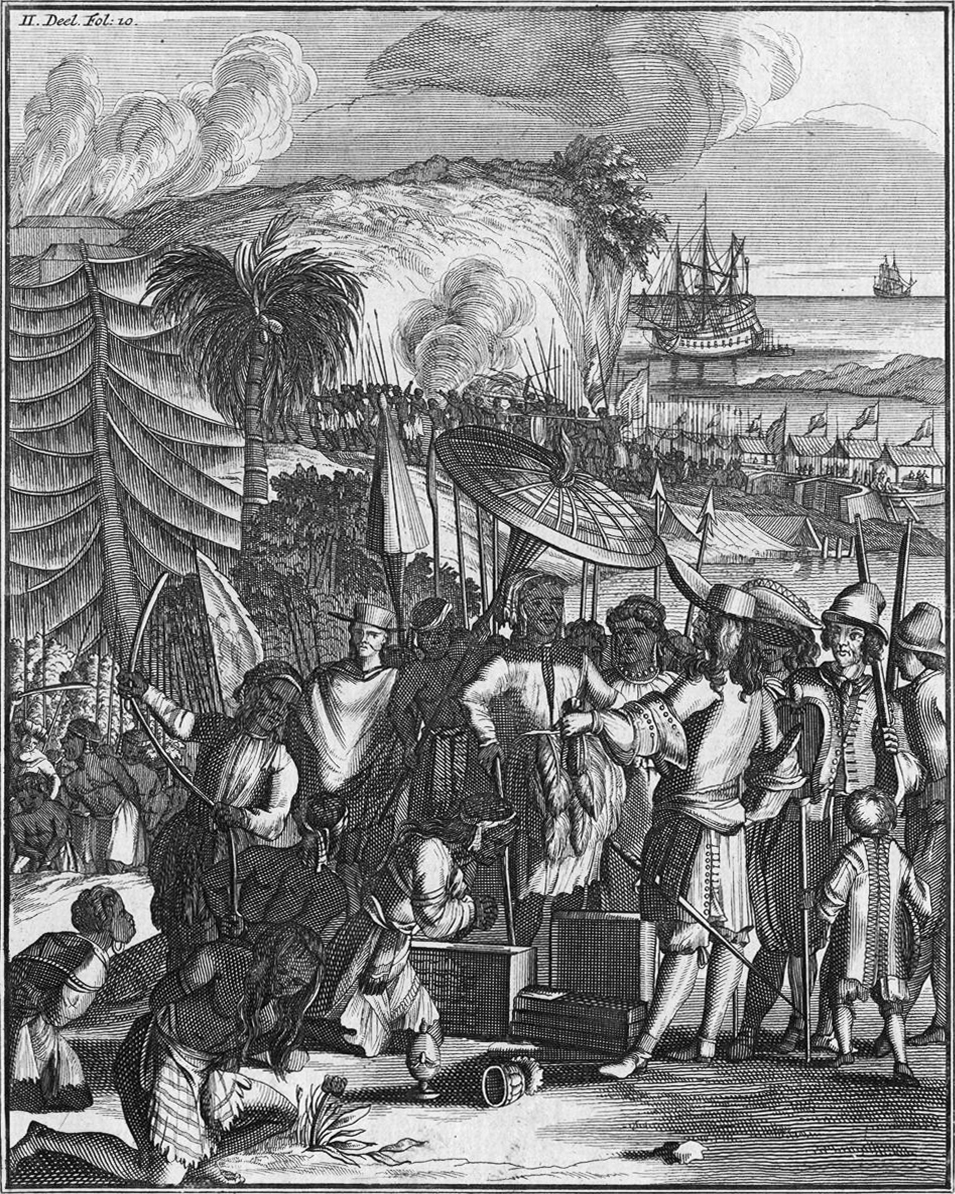
Inwoners uit Arakan verkopen in het Indiase Orissa slaven aan koopmannen van de VOC (1663, Wouter Schouten)

Gedurende de bijna twee eeuwen van haar bestaan had de VOC een "relatief klein" aandeel in de totale slavenhandel. In tegenstelling tot de trans-atlantische slavenhandel van de Nederlandse West-Indische Compagnie was de VOC-slavenhandel binnen het Indische oceaangebied geen handelsgoed met een winstoogmerk. Het aandeel van slaven in de totale VOC-handelswaarde bedroeg volgens onderzoekster Els Jacobs (2000) in de achttiende eeuw slechts circa 0,5 procent. De VOC had geen monopolie op de verkoop van slaven. De compagnie verdiende ook aan de registratie van slaven en het innen van slavenbelasting. De VOC hield een slavenregister bij: de koper diende de kooptransactie met een 12-stuiver document te registreren bij de VOC.
In het geval van een toegestaan huwelijk met een VOC'er kreeg een slavin de officiële status van vrije vrouw, mits ze zich bekeerde tot het christendom.

### Omvang
In de VOC-tijd werden tussen de 660.000 en 1.135.000 tot slaaf gemaakten vervoerd naar regio's die onder de VOC vielen. Het merendeel werd niet door de VOC, maar als private handel door haar dienaren, en door andere Europese en Aziatische handelaren aangevoerd. De VOC stimuleerde haar personeel om voor eigen rekening aan de slavenhandel deel te nemen.
De VOC zelf verhandelde in de zeventiende en achttiende eeuw tussen de 37.854 en 53.544 slaven in haar gebieden. Grofweg lijken die cijfers overeen te komen met de aantallen die nodig waren om de VOC-slavenpopulatie op peil te houden. Een deel van de slaven die de VOC voor zichzelf behield, werden op contractbasis aangevoerd door private handelaren. De VOC was slechts voor een zeer klein deel verantwoordelijk voor de toevoer van slaven naar de gebieden onder haar bewind.
Een census uit 1687/1688 benoemt het aantal slaven van Europese en Aziatische eigenaren in verschillende VOC-nederzettingen; af te lezen in de tabel hieronder. Deze tabel illustreert de omvang van de Nederlandse slavenhandel in het Indische Oceaangebied in 1688. Historicus Markus Vink schat dat het totale volume van de Nederlandse slavenhandel in het Indische Oceaangebied in de zeventiende eeuw iets minder dan de Arabische slavenhandel en tussen de 15 en 30% van de trans-Atlantische slavenhandel bedroeg.
In de achttiende eeuw groeide het aantal slaven op het grondgebied van het VOC. In 1625 bevatten de VOC-bezittingen 8.000 slaven, in 1775 waren dat er 79.500. In 1779 woonden in Batavia 40.000 slaven op 172.000 inwoners.
| Plaats             | Jaar    | Slaven van VOC | Jaar    | Totaal Nederlandse slaven | Omvang jaarlijkse VOC-slavenhandel | Omvang jaarlijkse Nederlandse slavenhandel |
| ------------------ | ------- | -------------- | ------- | ------------------------- | ---------------------------------- | ------------------------------------------ |
| Ambon              | 1687/88 | 74             | 1688    | 10.569                    | 6-7                                | 800-900                                    |
| Banda              | 1687/88 | 166            | 1688    | 3.716                     | 10                                 | 150-200                                    |
| Batavia            | 1687/88 | 1.430          | 1689    | 26.071                    | 70-140                             | 1.300-2.600                                |
| Kaap de Goede Hoop | 1687/88 | 382            | 1688    | 931                       | 20-40                              | 45-60                                      |
| Ceylon             | 1687/88 | 1.502          | 1688    | circa 4000                | 75-150                             | 200-400                                    |
| Makassar           | 1687/88 | 112            | 1687/88 | circa 1500                | 6-11                               | 75-150                                     |
| Malabar            | 1687/88 | 32             | 1687    | circa 1000                | 2-4                                | 50-100                                     |
| Malakka            | 1687/88 | 161            | 1682    | 1.853                     | 8-16                               | 90-180                                     |
| Molukken           | 1687/88 | 0              | 1686    | circa 400                 | 0                                  | 20-40                                      |
| Anders             | 1687/88 | 268            | 1688    | 16.308                    | 15-30                              | 1.000-1.800                                |
| Totaal             | 1687/88 | 4.127          | 1688    | circa 66.348              | circa 200-400                      | 3.730-6.430                                |

### Slaven als arbeidskrachten
Er zijn verschillende redenen aan te wijzen waarom de VOC gebruikmaakte van slaven als arbeidskracht naast loonarbeiders. Allereerst werden Europeanen niet in staat geacht om zwaar lichamelijk werk te verrichten in gebieden met een tropisch klimaat. Een andere reden was dat de VOC een chronisch tekort had aan arbeidskrachten. Een laatste reden was om kosten te besparen.
De slaven konden niet altijd voor een stabiele poule van arbeiders zorgen. Het leven van een slaaf was over het algemeen kort. Daarnaast werden er te weinig kinderen geboren om een slavenpopulatie in de VOC-nederzettingen stabiel te houden. Hierdoor was een voortdurende aanwas van nieuwe slaven nodig om in de vraag te voorzien.
Door de VOC werden slaven vooral gebruikt voor het werk in eigen nederzettingen. Aan de Kaap de Goede Hoop, bijvoorbeeld, was arbeid vereist in de bouw van de nederzetting en om de tuinen (akkers) van de VOC te bewerken. Er waren honderden slaven werkzaam op de VOC-scheepswerf van het eiland Onrust bij Batavia. Anderen waren actief bij het laden en lossen van handelswaren. Ook werden slaven ingezet voor de mijn- en bosbouw, zoals gedurende de poging om de goudmijnen van Salinda op Sumatra te exploiteren. Nadat in de jaren zestig van de zeventiende eeuw in Batavia enkele kruitmolens ontploften, werden slaven ingezet om de onveilige werkzaamheden over te nemen. Ze werden op een enkele keer na nooit tewerkgesteld op de handelstochten, uit angst voor opstanden.
Slaven werden ook ingezet in de plantagekolonies in de Molukken (onder andere Ambon) en de Banda-eilanden. Daar werden specerijen geteeld. Binnen de huishoudens van Europeanen in de VOC-nederzettingen was het gebruikelijk om slaven te bezitten.

### Herkomst
De VOC-slaven kwamen voornamelijk uit Azië, en een deel uit Oost-Afrika, met name Madagaskar.
In Azië kwamen de meeste slaven uit niet-islamitische, kleine en gefragmenteerde microstaten en staatloze samenlevingen. Aanvankelijk waren dat vooral de kusten van India, zoals Arakan, Bengalen, Malabar en Coromandel. Van 1624 tot 1665 werden uit het koninkrijk Arakan door de VOC 11.556 slaven aangevoerd. Vanuit de Baai van Bengalen waren er dat 26.885 in de periode juni 1621 tot november 1665. Vanaf 1660 kwamen slaven voornamelijk uit Makassar en Bali. Deze werden hoofdzakelijk verscheept naar de nederzettingen Batavia en Ceylon, maar ook Malakka, Makassar, de plantagekolonies in Azië en naar de Kaapkolonie.
Een kleiner onderdeel van de netwerken van de Nederlandse slavenhandel verliep via de Oost-Afrikaanse kust. Op Madagaskar was aanvankelijk het noordwesten een populaire locatie om slaven te vergaren. Gedurende de achttiende eeuw werd juist in het noordoosten een hogere en in het noordwesten een lagere hoeveelheid lijfeigenen aangeboden, als gevolg van de gestegen vraag vanuit de Franse plantagekolonies op Mauritius en Réunion. Hier werden deze personen verkocht door lokale vorsten vanuit de binnenlanden van het eiland. De sporadische handel met Oost-Afrika verliep voornamelijk via de baai van Maputo (toen Delagoa) - waar zich gedurende korte tijd een Nederlandse nederzetting bevond - en via Malindi en Zanzibar. Hier vond de handel voornamelijk plaats onder leiding van de Swahili en Arabieren.

## Opvarenden

### Aantallen
Vanaf het oprichtingsjaar tot 1700 bevonden zich op de VOC-schepen 317.000 mensen, van 1700 tot 1795 waren er dat 655.000. Daarvan keerde een derde deel terug. Een deel bleef achter in Indië en bouwde er een nieuw leven op. Gemiddeld stierven jaarlijks 300 tot 500 bemanningsleden tijdens een zeereis; de schattingen lopen uiteen van vijf procent in de zeventiende eeuw tot tien procent als er epidemieën uitbraken.

### Regelgeving

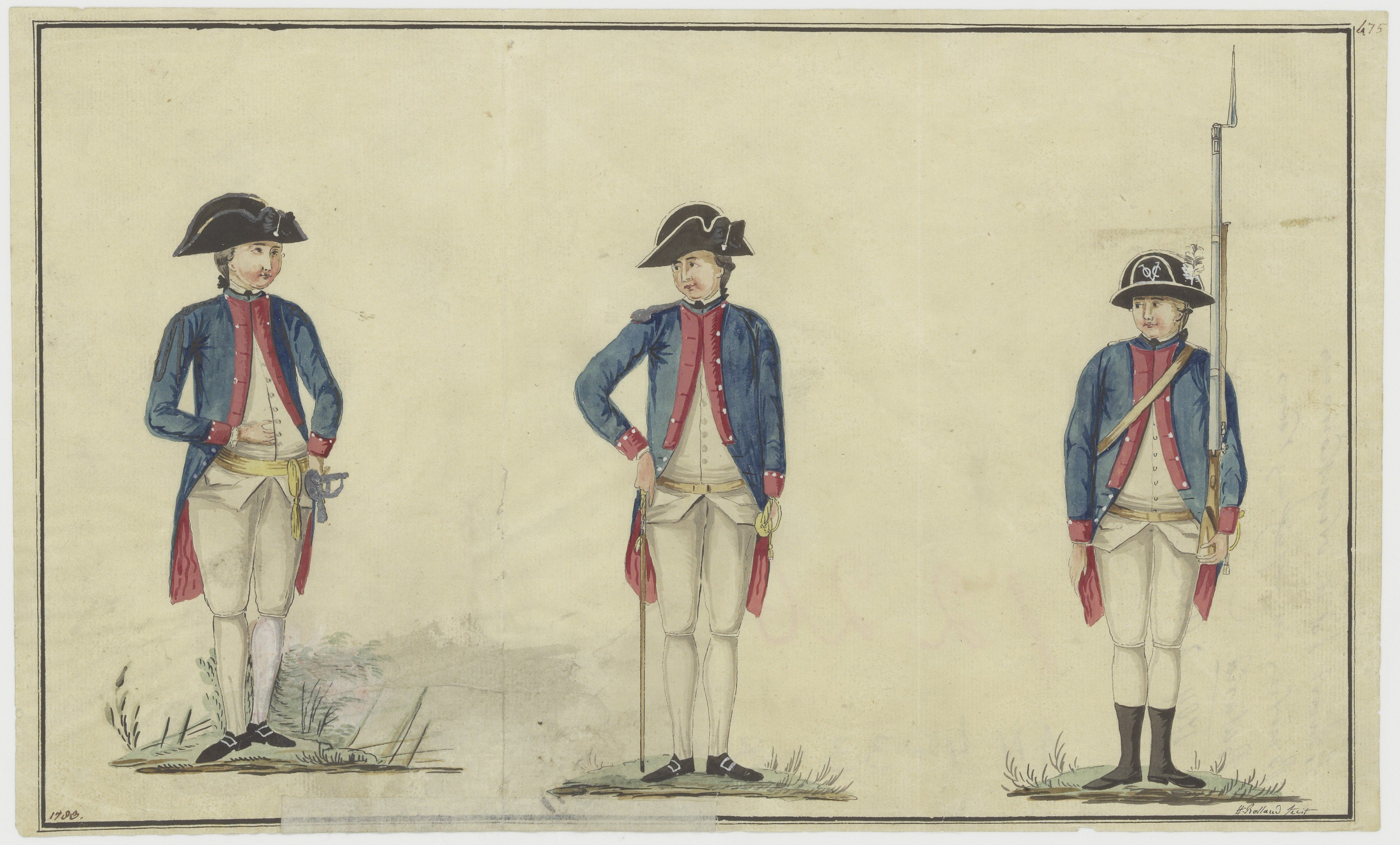
VOC-soldaten in 1783 (H. Rolland, 1783, collectie Nationaal Archief, 's-Gravenhage)

Aan boord van de schepen van de VOC werkten uitsluitend mannen. Opvarenden tekenden voor een specifieke periode; zeelui voor drie jaar en alle anderen voor vijf jaar. In 1658 werd dat vijf jaar voor iedereen die man was. De tijd die het nam om naar en van de Oost te varen behoorde niet tot de afgesproken termijn. De minimumleeftijd aan boord van de schepen was dertien jaar, later opgetrokken tot zestien. Als er een tekort dreigde aan personeel uit de Nederlanden, dan werd een beroep gedaan op buitenlanders, met name op Duitsers. Gedurende de gehele VOC-periode bestond zestig procent van de aangemonsterde militairen uit buitenlanders, evenals ongeveer veertig procent van de zeelui. Meestal ging het om personen die elders geen baan konden vinden.
Het salaris van het personeel bleef de hele VOC-periode gelijk. Een matroos en soldaat verdienden elk zo'n 108-132 gulden per jaar. Zijn eten en onderdak kreeg hij ook vergoed. Een onderofficier aan boord van een schip vergaarde 116-288 gulden per jaar en een stuurman kreeg jaarlijks tot 600 gulden. Een scheepskapitein verdiende jaarlijks tussen de 720 en 960 gulden.

### Vrouwen

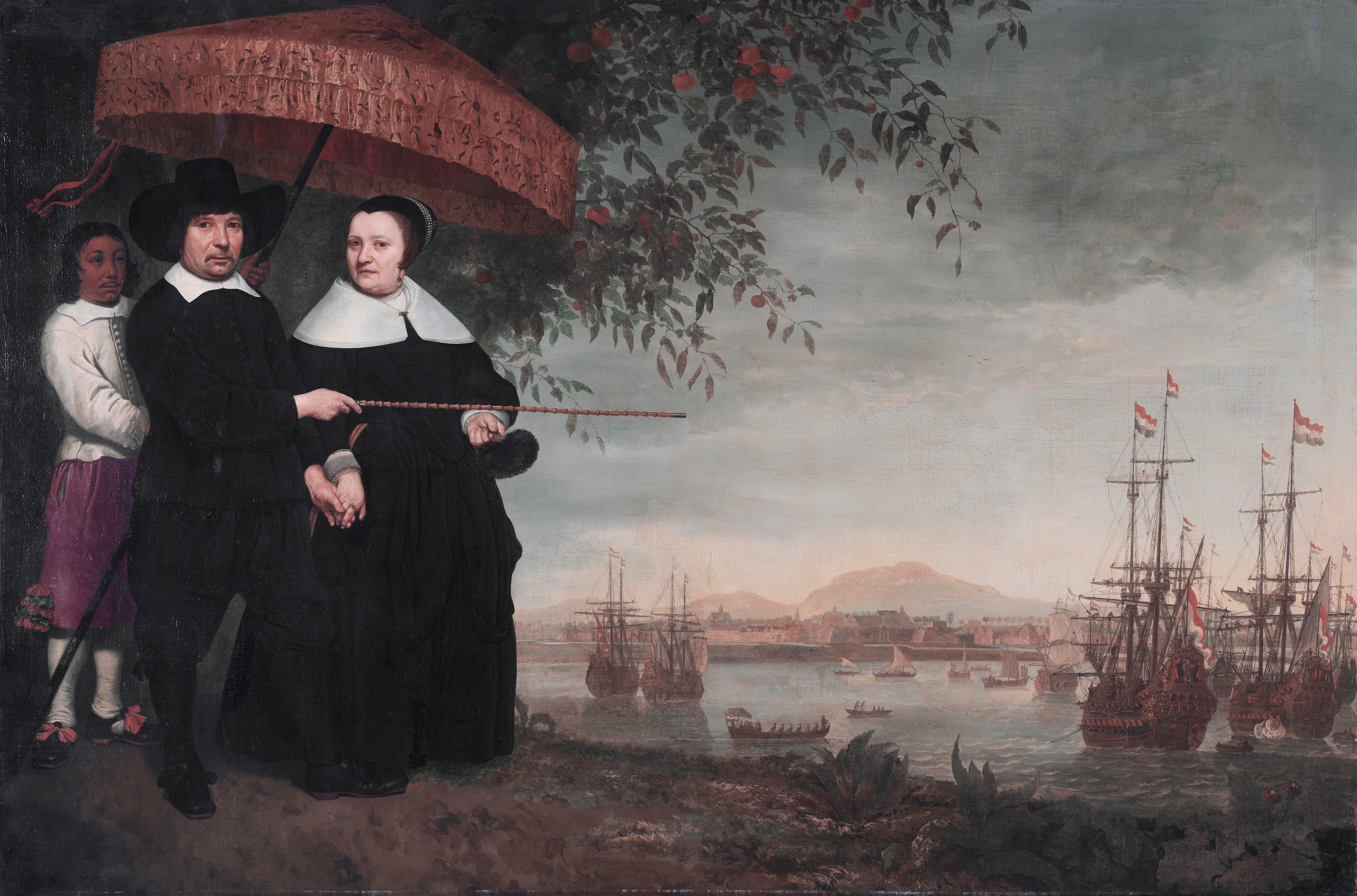
Jacob Mathieusen en zijn vrouw voor de rede van Batavia (Aelbert Cuyp, circa 1655)

Vrouwen werden in de beginperiode aangemoedigd om naar de Oost te gaan, specifiek naar Batavia om daar de stad te bevolken. Ze moesten hiervoor een contract van tien jaar ondertekenen. Veel vrouwen keerden eerder terug, met medeneming van hun echtgenoot. Critici oordeelden dat lokale vrouwen veel beter bestand waren tegen het tropische klimaat. Voor hen hoefde ook geen verre overtocht betaald te worden. Aangezien daarnaast Europese vrouwen meestal niet wilden dat hun echtgenoot gestationeerd werd in verafgelegen gebieden en thuis allerlei extra eisen aan de behuizing stelden, die de compagnie tot extra kosten noopte, stopte de VOC in 1632 met het aanmoedigen van vrouwen om naar de Oost te emigreren. VOC'ers die toch met een Europese vrouw trouwden, werden met vijftig procent op hun salaris gekort. Aan die laatste regel kwam in 1688 officieel een einde voor alle werknemers die naast een salaris ook een toelage kregen voor voedsel en behuizing.
Ook kwam het wel voor dat vrouwen, vermomd als man, aanmonsterden. Daar waren diverse redenen voor. Onder meer omdat vrouwen vonden dat ze meer kans hadden om een toekomst op te bouwen in het oosten en een betaalde passage te duur was. Ook waren er vrouwen die niet meer dan een jaar lang van hun vriend of man gescheiden wilden zijn. Verder waren er vrouwen met een crimineel verleden die het land ontvluchtten om elders een nieuwe toekomst op te bouwen. Zo noemt scheepschirurgijn Nicolaas de Graaff hen: "spinhuishoeren, dronken straatvarkens en dieveggen, die 't in Holland niet langer dorsten houden of dikwijls meer perikel van 't spinhuis of schavot hebben gelopen, en daarom hebben zij haar in de schepen verstoken of zijnde alzoo in mansklederen naar Oost-Indië gevaren." Vaak werden vrouwen betrapt en ontmaskerd. Zij werden dan teruggebracht naar Nederland en daar veroordeeld.
Het was Europese vrouwen niet toegestaan om te wonen in een factorij die geen garnizoen had en dus niet tegen gewapende aanvallen verdedigd werd. Aanvang jaren zeventig van de zeventiende eeuw werd deze regel aangepast en mochten VOC's toch hun Europese vrouw meenemen, maar alleen als de compagnie onvoldoende ongetrouwde mannen als werknemer kon krijgen. Het was heel normaal dat Europese vrouwen in de Oost trouwden met mannen die twintig tot dertig jaar ouder waren. Om die reden overleefden ze vaak hun echtgenoot. Vanwege de verkregen erfenis waren die weduwen in de Oost erg populair bij vrijgezelle Europese mannen. Veel weduwen hertrouwden zo snel dat in 1642 een decreet werd uitgevaardigd waarbij bepaald werd dat ze binnen drie maanden na het overlijden van hun echtgenoot geen nieuwe echtelijke verbintenis mochten aangaan.

### Schrijvende wetenschappers, chirurgijnen, dominees en anderen

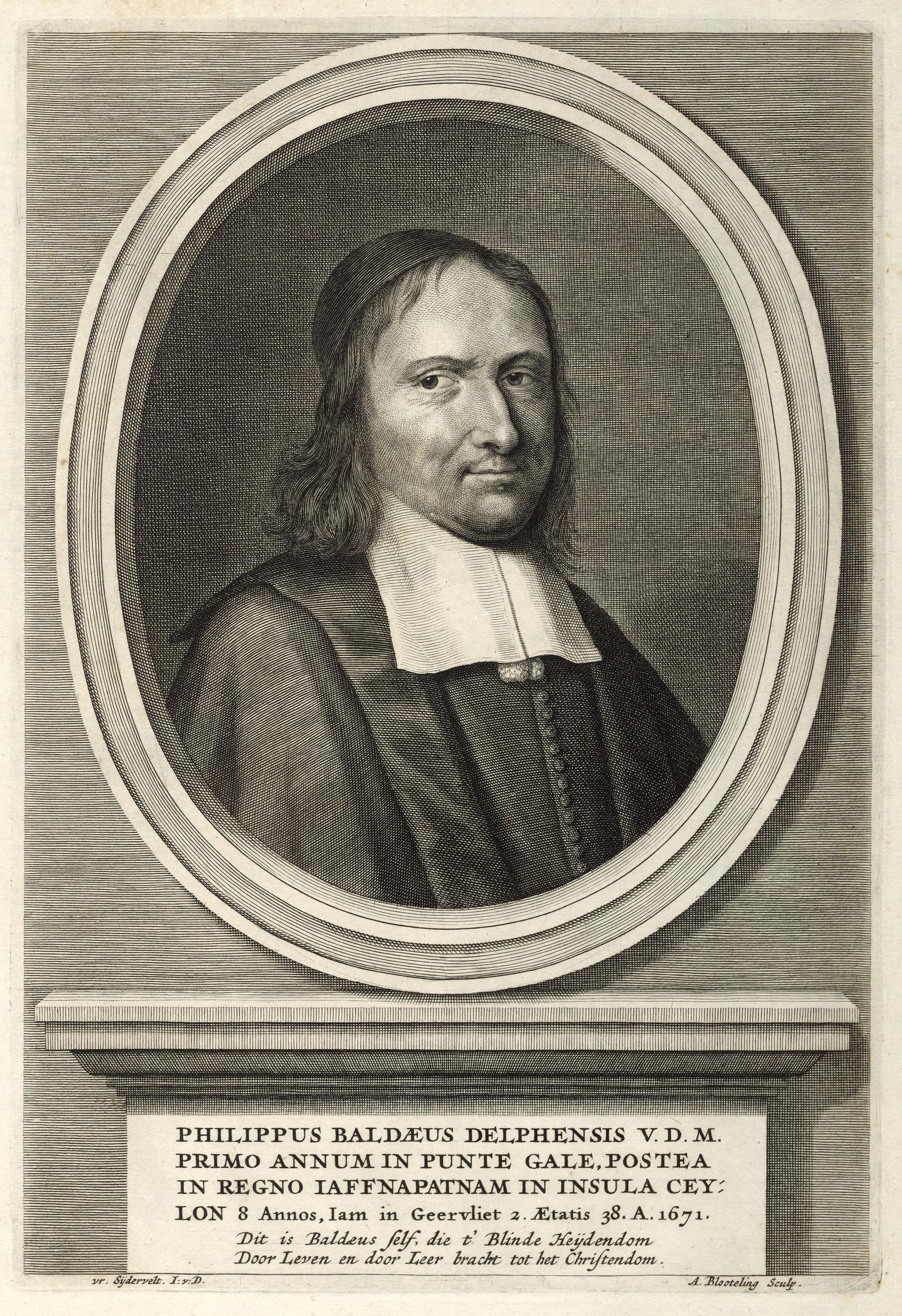
Philippus Baldaeus (1632-1672)

Niet alle opvarenden waren zee-, handelslieden of bestuurders. Ook wetenschappers, chirurgijnen en dominees gingen naar de Oost. Hendrik Adriaan van Reede tot Drakestein, Jan Commelin, Simon van der Stel, Georg Everhard Rumphius, Johannes Camphuys, Johan Huydecoper van Maarsseveen, Nicolaes Witsen en Gaspar Fagel hielden zich bijvoorbeeld bezig met het beschrijven, opsturen of verzamelen van gewassen en schelpen. De apothekers van de Hortus Botanicus waren vooral geïnteresseerd in nieuwe medicijnen om ziekten onder het VOC-personeel te bestrijden; de bewindhebbers in zaaigoed en siergewassen voor hun kassen of tuinen. Meerdere opvarenden schreven boeken over hun wederwaardigheden en opgedane kennis.
Een selectie:
- Philippus Baldaeus (1632–1672) beschreef als eerste Europeaan de cultuur, de religie van de Singalezen en de taal (grammatica) van de Tamils, die in het noorden van het eiland Ceylon wonen.
- François Caron (1600–1673) schreef een belangwekkende analyse van Japan, die in de zeventiende eeuw meer dan twintig keer werd vertaald.
- Nicolaas de Graaff (1619–circa 1688) maakte als scheepsarts zestien reizen over de hele wereld. Hij schreef een humoristisch verslag dat in 1701 postuum verscheen als Reisen van Nicolaus de Graaff, na de vier gedeeltes des werelds tezamen met de Oost-Indise spiegel.
- Hendrik Hamel (1630–1692) lukte het na dertien jaar gevangenschap uit Korea te ontsnappen. Hij is vooral bekend geworden door zijn reisverslag. Het is in Europa tijdenlang de enige bron van informatie geweest over dat land.
- Dirk van Hogendorp (1761–1822) klaagde het bewind in Indië met succes aan. Zijn in 1799 uitgegeven Bericht van den tegenwoordigen toestand der Bataafsche bezittingen in Oost-Indien en den handel op dezelve, waarin hij zich onder andere een tegenstander van de slavernij toonde, was geruchtmakend en werd met instemming ontvangen.
- Herbert de Jager (1634-1694) was een kenner van tal van niet-Europese talen en van plantkunde. Hij werkte in Perzië, India en Batavia, en was een veelgevraagd correspondent voor Europese geleerden, die zijn kennis in allerlei vormen verder verspreidden.
- Johan Nieuhof (1618–1672) was na een reis van 2.400 km van Kanton naar Peking (1655-1657) de meest toonaangevende Europese schrijver over China. De 150 prenten leidden in de achttiende eeuw tot populariteit van de chinoiserie. Hij verdween in 1672 spoorloos op het eiland Madagaskar, toen hij in een sloep aan land was gegaan op zoek naar drinkwater.
- Aernout van Overbeke (1632–1674) schreef Geestige en Vermaeckelicke Reys-beschryvinge Van den Heer Aernout van Overbeke Naer Oost-Indiën gevaren, ten dienste van de E.E. Heeren Bewinthebberen van de Oost-Indische Compagnie, Voor Raet van Justitie, in den Jare 1668. Vervattende verscheyde kluchtige voorvallen, en koddige gedachten op de selve, geduerende sijn Reyse van Amsterdam tot Batavia. Amsterdam: Jan Joosten, 1671.
- Hendrik van Rheede (1636–1691) schreef over de flora van India een standaardwerk Hortus Indicus Malabaricus, dat tussen 1678 en 1703 in twaalf delen werd uitgebracht. Het werk bevat gravures van grote kwaliteit en gedetailleerde beschrijvingen van 740 planten uit de Malabar, die medicinaal of economisch nut hadden.
- Georg Everhard Rumphius (1627–1702) verbleef 49 jaar op Ambon en is de auteur van Het Amboinsche kruidboek. Het werk van maar liefst 1661 foliobladen werd naar de Republiek verscheept, maar verdween naar de zeebodem in een zeegevecht. Gelukkig had Johannes Camphuys kopieën laten maken en het lukte uiteindelijk toch zijn werk uit te geven. Het werk legde de basis voor het wetenschappelijk onderzoek naar de flora en fauna van de Molukken en de zee eromheen.
- Wouter Schouten (1638–1704), een chirurgijn, publiceerde in 1676 drie boeken over zijn reizen. De Oost-Indische voyagie behoort tot de beste reisverhalen die destijds zijn geschreven.[69]
- François Valentijn (1666–1727) was een Nederlandse dominee die tweemaal werd uitgezonden naar "de Oost". Eenmaal terug schreef hij Oud en Nieuw Oost-Indiën, een bij zijn leven naar omvang en perspectief nooit weer bereikte beschrijving van Azië. Hij schreef over alle gebieden waar de Nederlanders handel dreven. Het bevat allerlei geografische, historische, juridische, politieke, en botanische beschrijvingen. Daarnaast geeft het werk een beeld van hoe een zeventiende-eeuwer tegen andere culturen aankeek. Er zijn weinig geschiedkundige boeken over de Nederlandse historie waaruit zo vaak geciteerd wordt als die van Valentijn.

Niet alle VOC-wetenschappers gingen op reis. Petrus Plancius (Pieter Platevoet) was een bewindhebber van de VOC en predikant, maar hij bleef in patria. In 1602 werd hij benoemd tot cartograaf van de VOC. Hij verzorgde daar ook het onderwijs van schippers en stuurlui. Pieter van Dam (1621–1706) was eigenlijk geen wetenschapper, maar als secretaris werkzaam voor de VOC-Kamer Amsterdam, alsook voor de Heren XVII. Hij schreef in opdracht van de Heren XVII een geschiedenis van de VOC, waarmee hij in 1693 begon en die hij in 1701 voltooide. Zijn boeken behoren tot de beste die er over de VOC geschreven zijn.

## Archieven
De Archieven van de Verenigde Oost-Indische Compagnie staan sinds 2003 op de Werelderfgoedlijst voor documenten van UNESCO. De VOC-archieven worden door overheidsinstellingen bewaard in Kaapstad, Chennai, Colombo, Jakarta en Den Haag. UNESCO beschouwt het archief als het grootste en meest indrukwekkende van alle vroeg moderne Europese handelsbedrijven die actief waren in Azië. Ongeveer vijfentwintig miljoen pagina's archief zijn bewaard gebleven. Volgens de organisatie vormen die het meest uitgebreide en de meest complete bron van de vroeg moderne wereldgeschiedenis met relevante informatie over de geschiedenis van honderden lokale politieke en handelsorganisaties in Azië en Afrika.

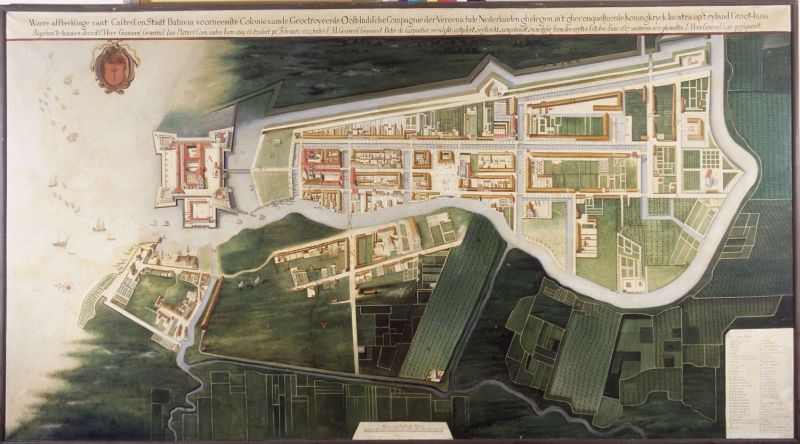
Reproductie van een plattegrond van Batavia uit circa 1627, collectie Wereldmuseum Amsterdam
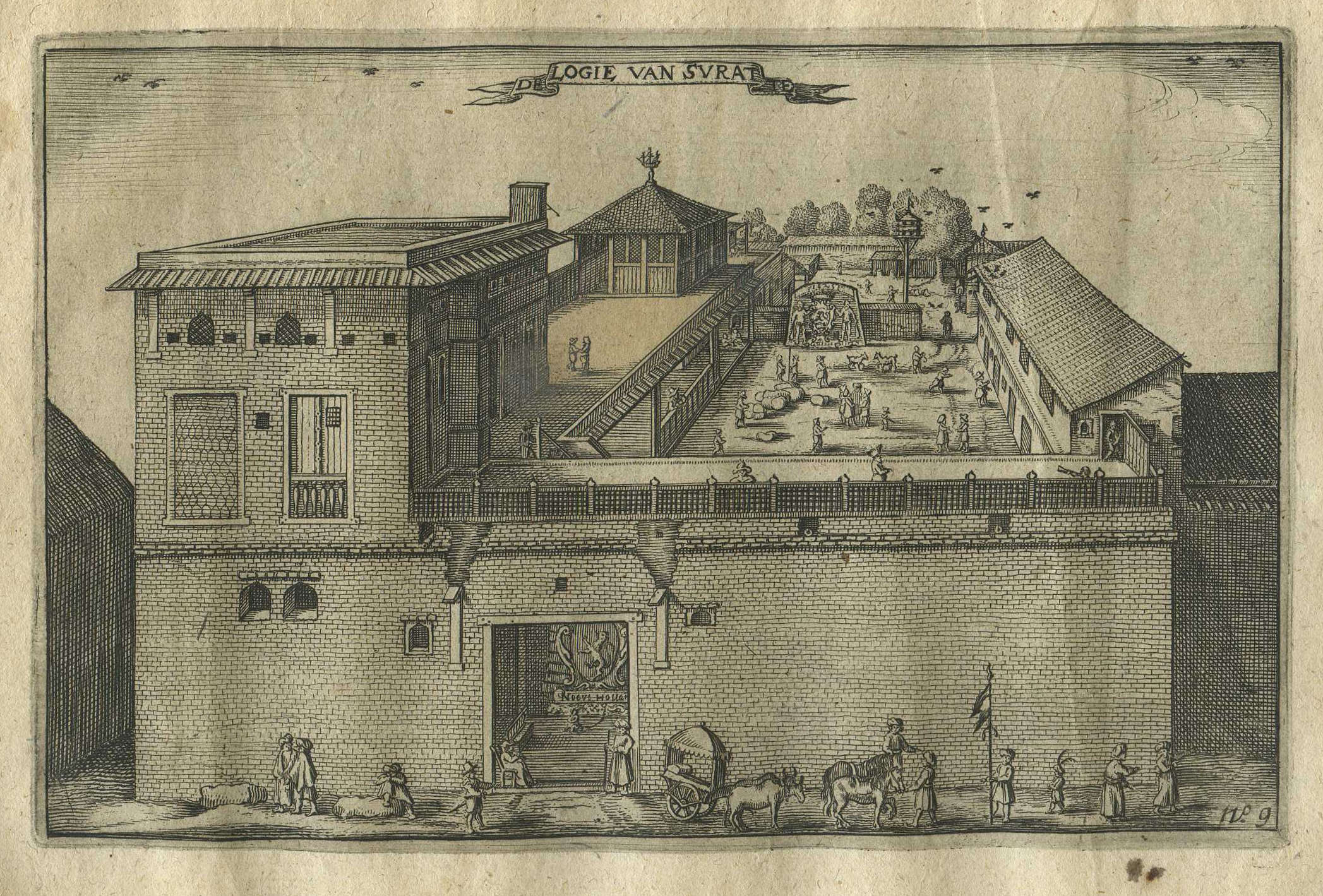
De VOC-factorij in het Indiase Suratte. (Pieter van den Broecke, 1629)
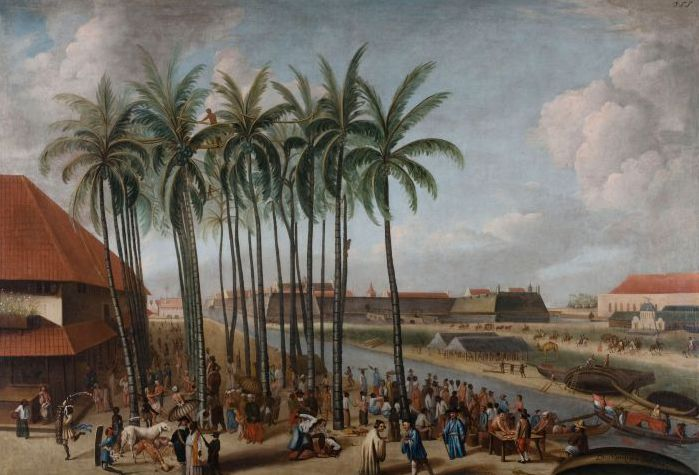
Olieverfschilderij door Andries Beeckman van het Kasteel Batavia gezien van Kali Besar west met op de voorgrond de vismarkt. (circa 1662) Collectie Wereldmuseum Amsterdam.
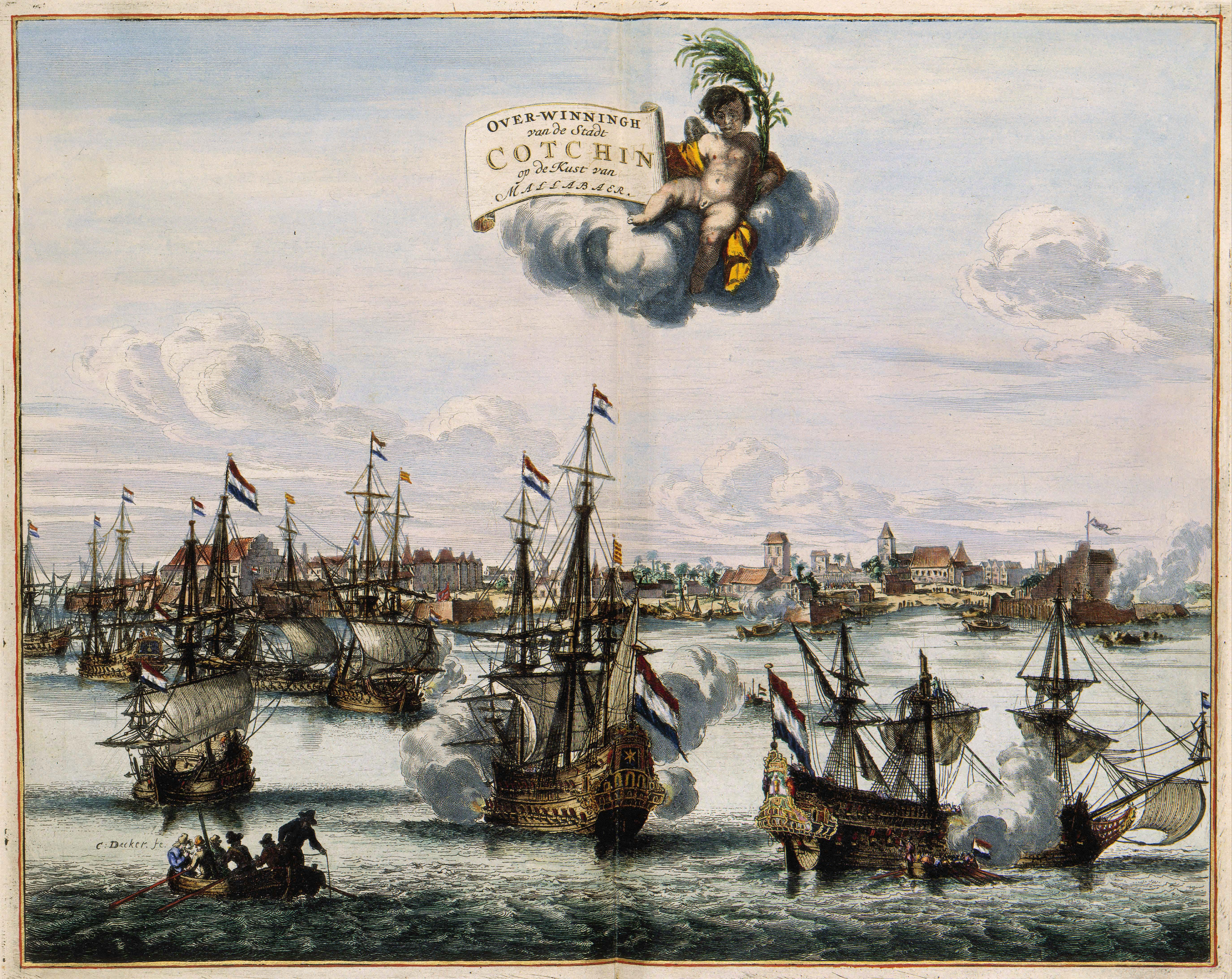
In 1663 verovert de VOC de stad Cochin op de Portugezen. (Coenraet Decker, 1682) (uit Atlas Van der Hagen)
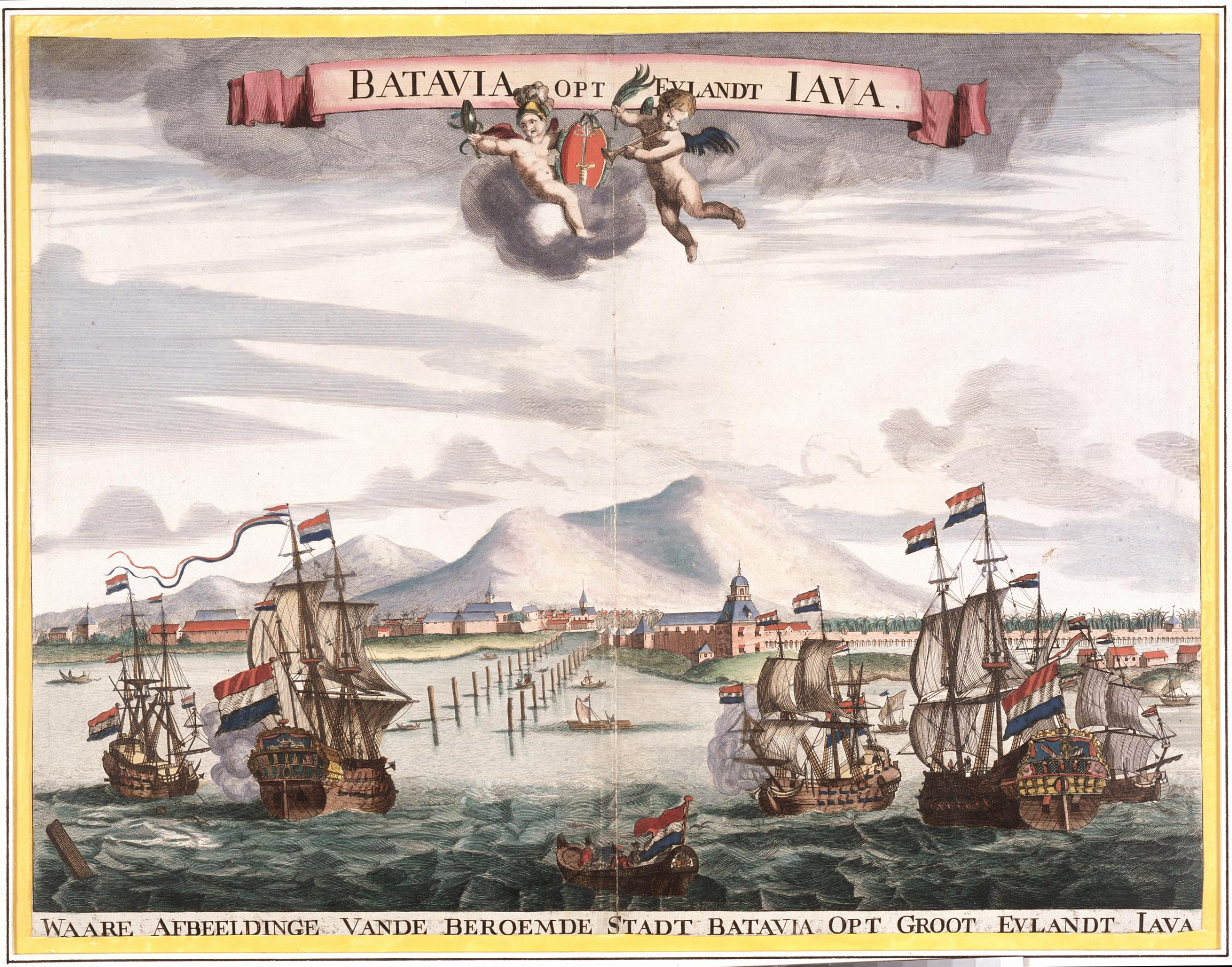
Zicht op Batavia (onbekend, circa 1665)
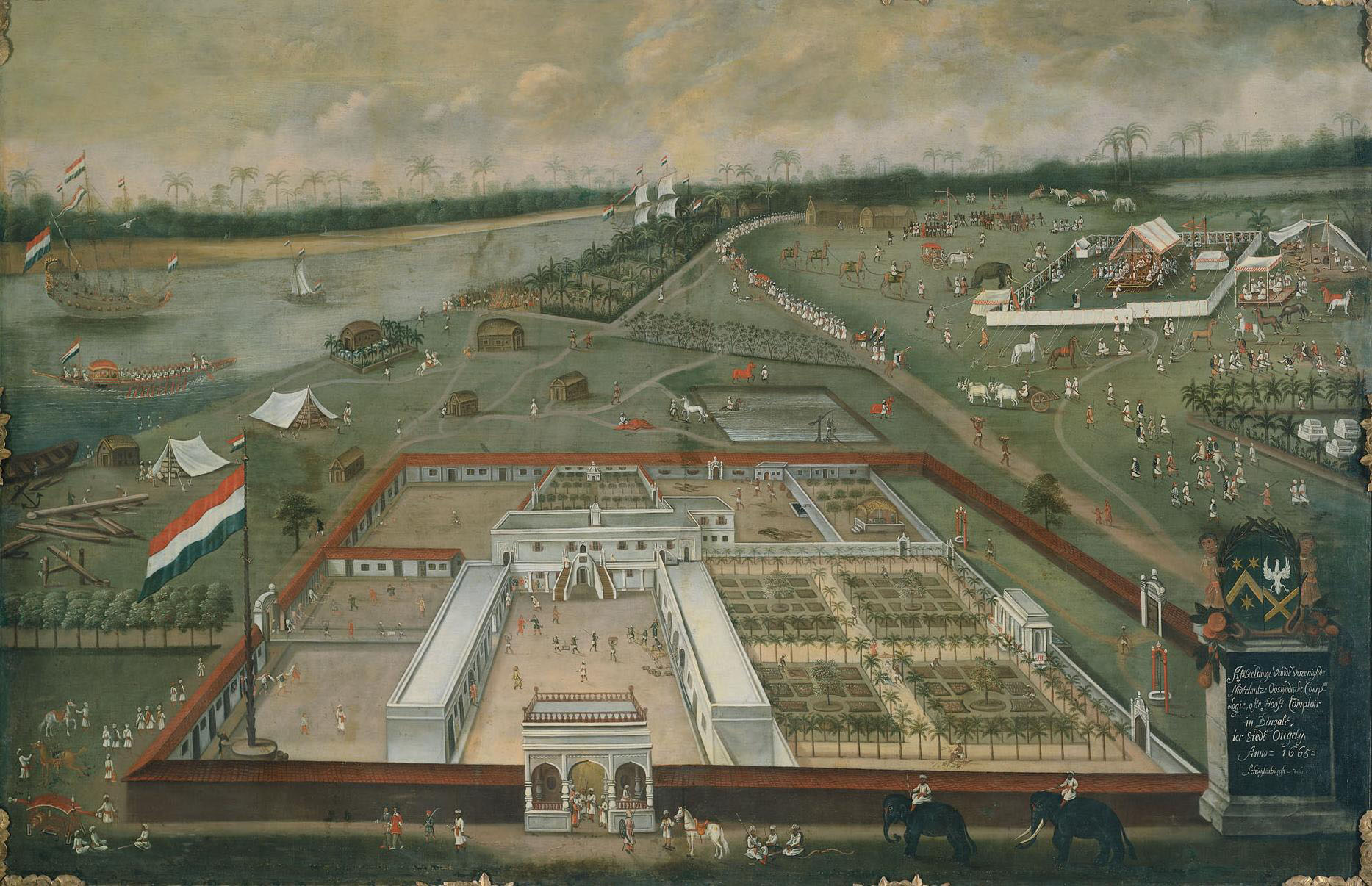
De factorij van de VOC in Hougli in Bengalen. (Hendrik van Schuylenburgh, 1665) (Rijksmuseum Amsterdam)
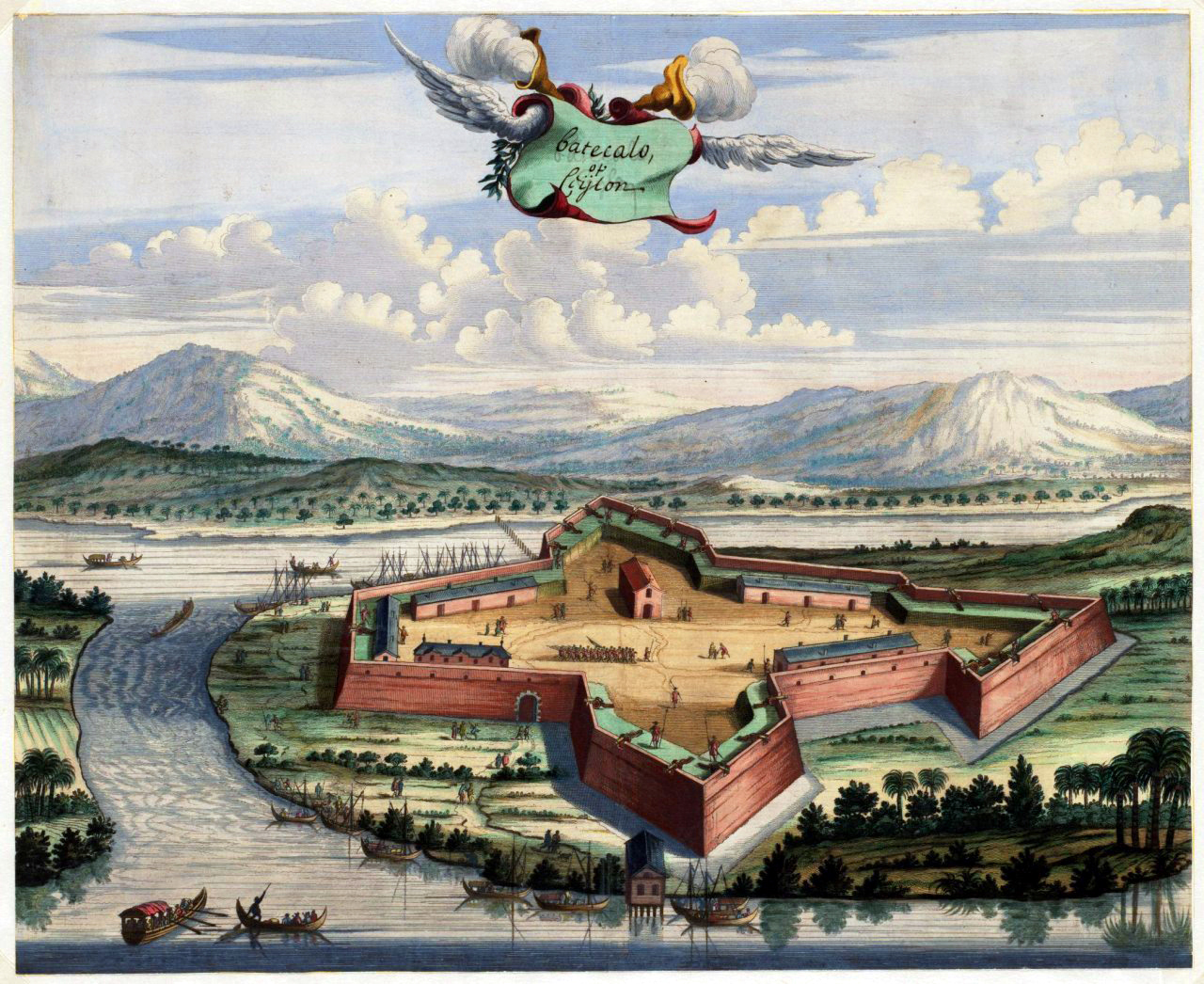
Gravure van Fort Batticaloa op Ceylon, toen het in eigendom was van de VOC (Philippus Baldaeus, 1672, collectie Koninklijke Bibliotheek, 's-Gravenhage)
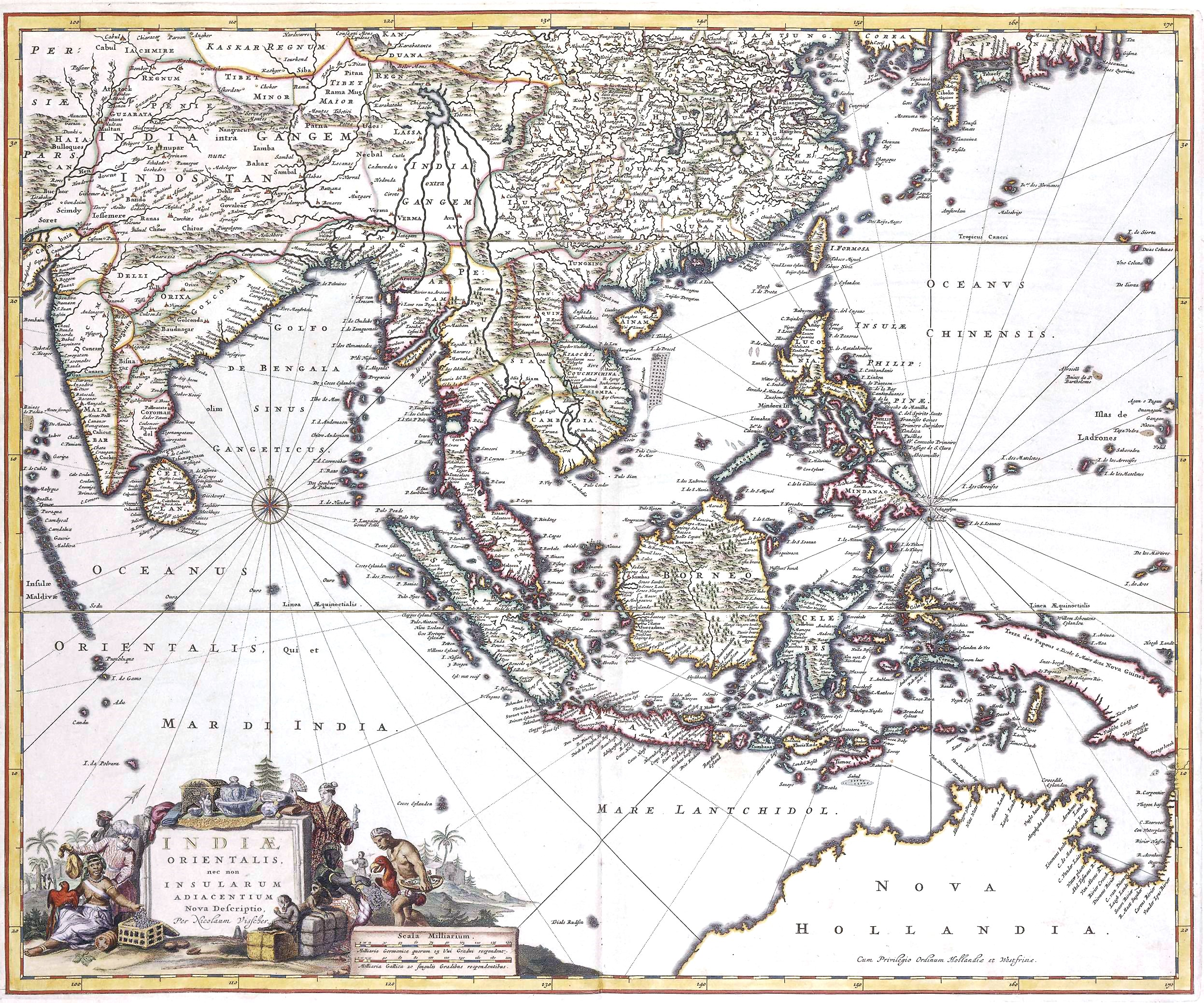
Het Aziatisch handelsgebied. (Nicolaas Visscher, 1681)
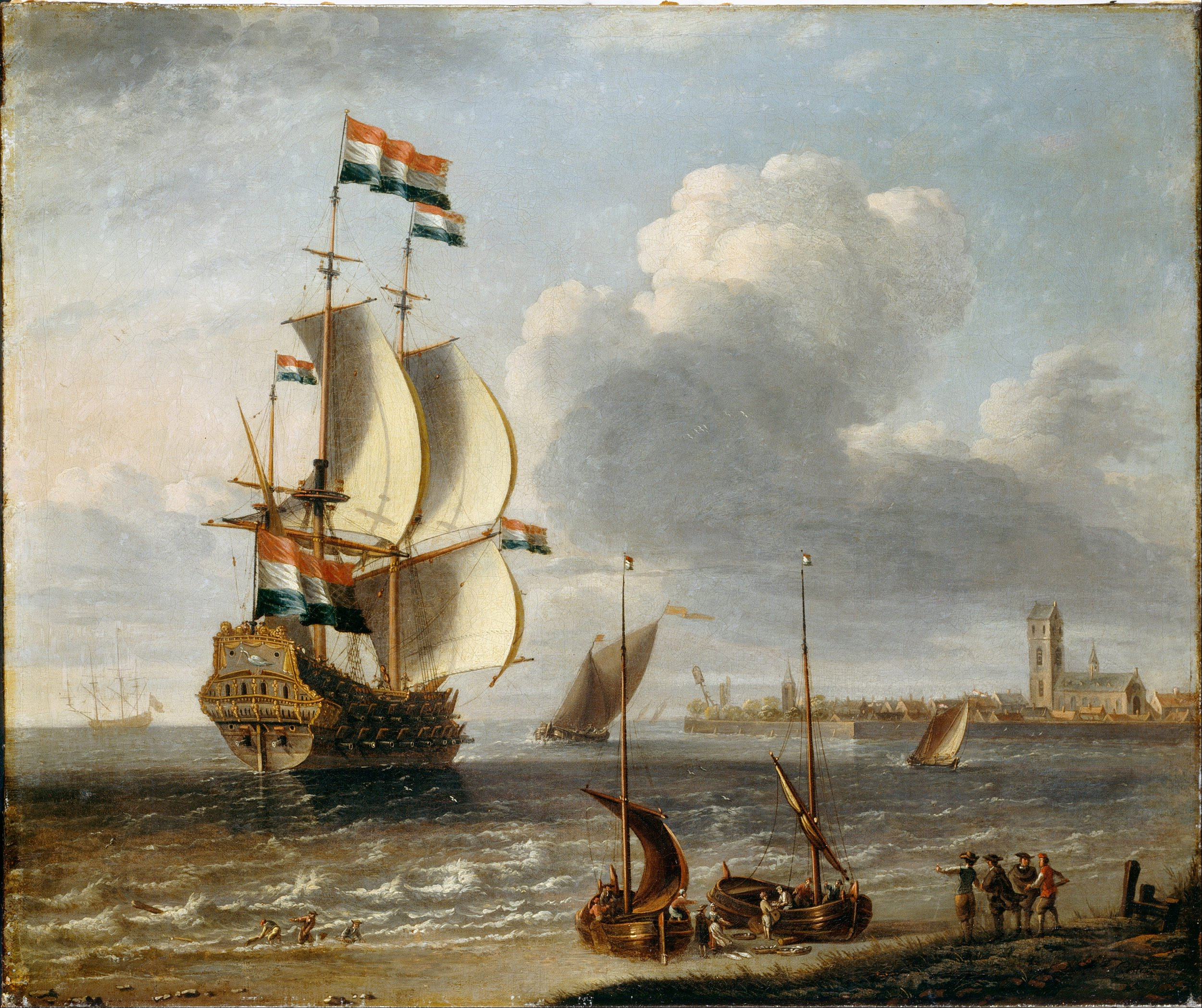
Een Oost-Indiëvaarder voor de kust van Hoorn. (Lorenzo A. Castro, eerder dan 1686)
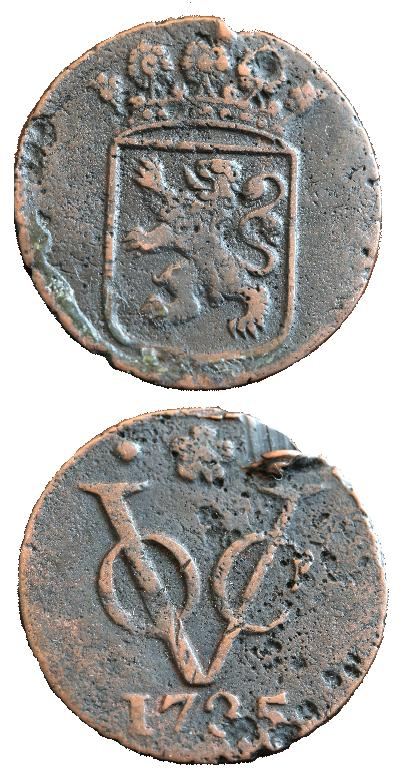
VOC-duit. (1735)
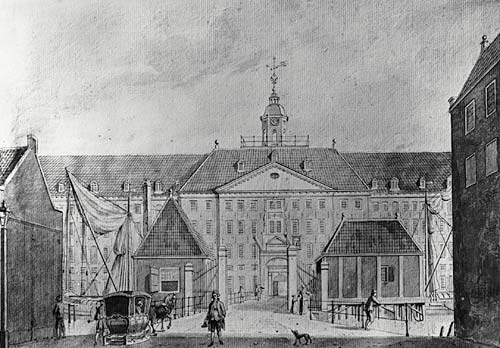
Het Oostindisch-magazijn, omstreeks 1770, door Hermanus Petrus Schouten. (Gemeentearchief Amsterdam)
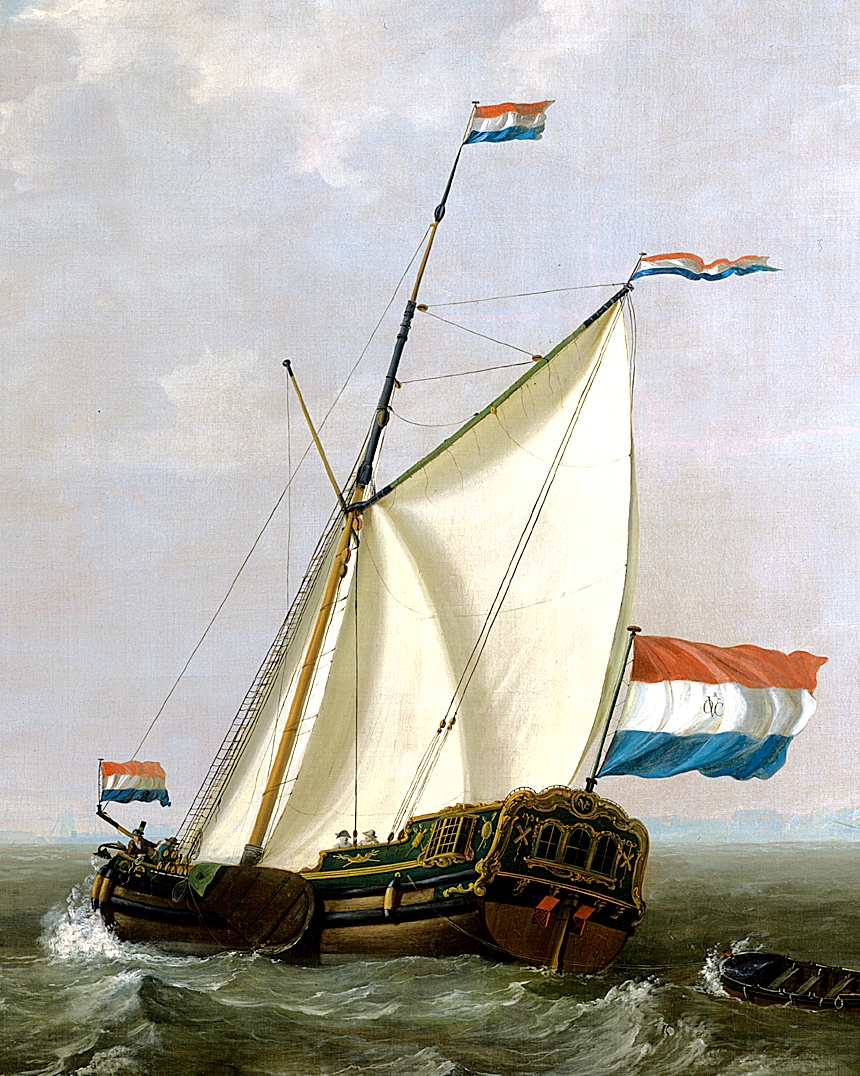
Een jacht van de VOC-Kamer Rotterdam. (detail van een schilderij van Jacob van Strij, 1790) (Maritiem Museum Rotterdam)
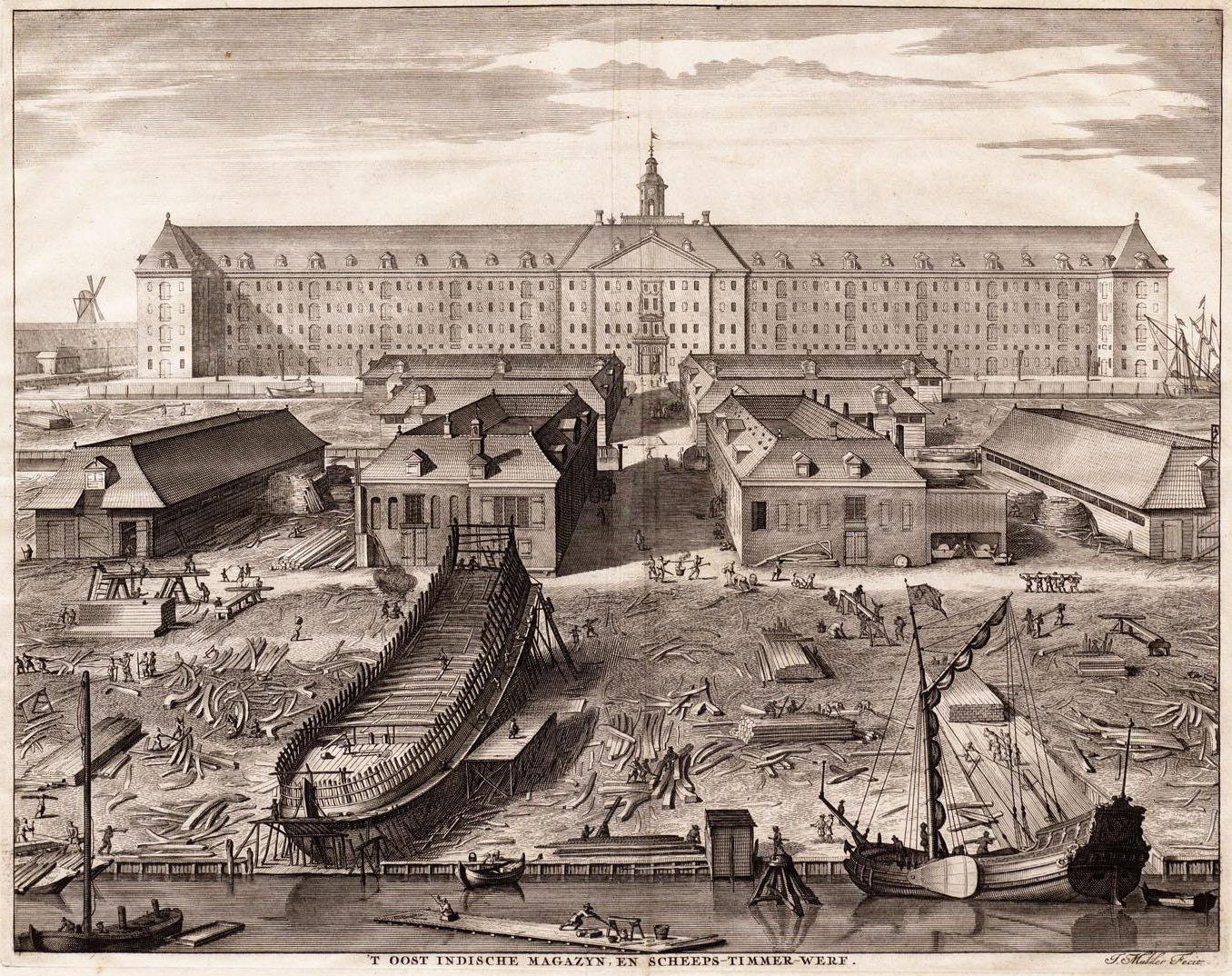
Het scheepswerfterrein van de VOC op Oostenburg in Amsterdam. Foto: bma.amsterdam.nl
Het logo van de VOC-Kamer in Amsterdam
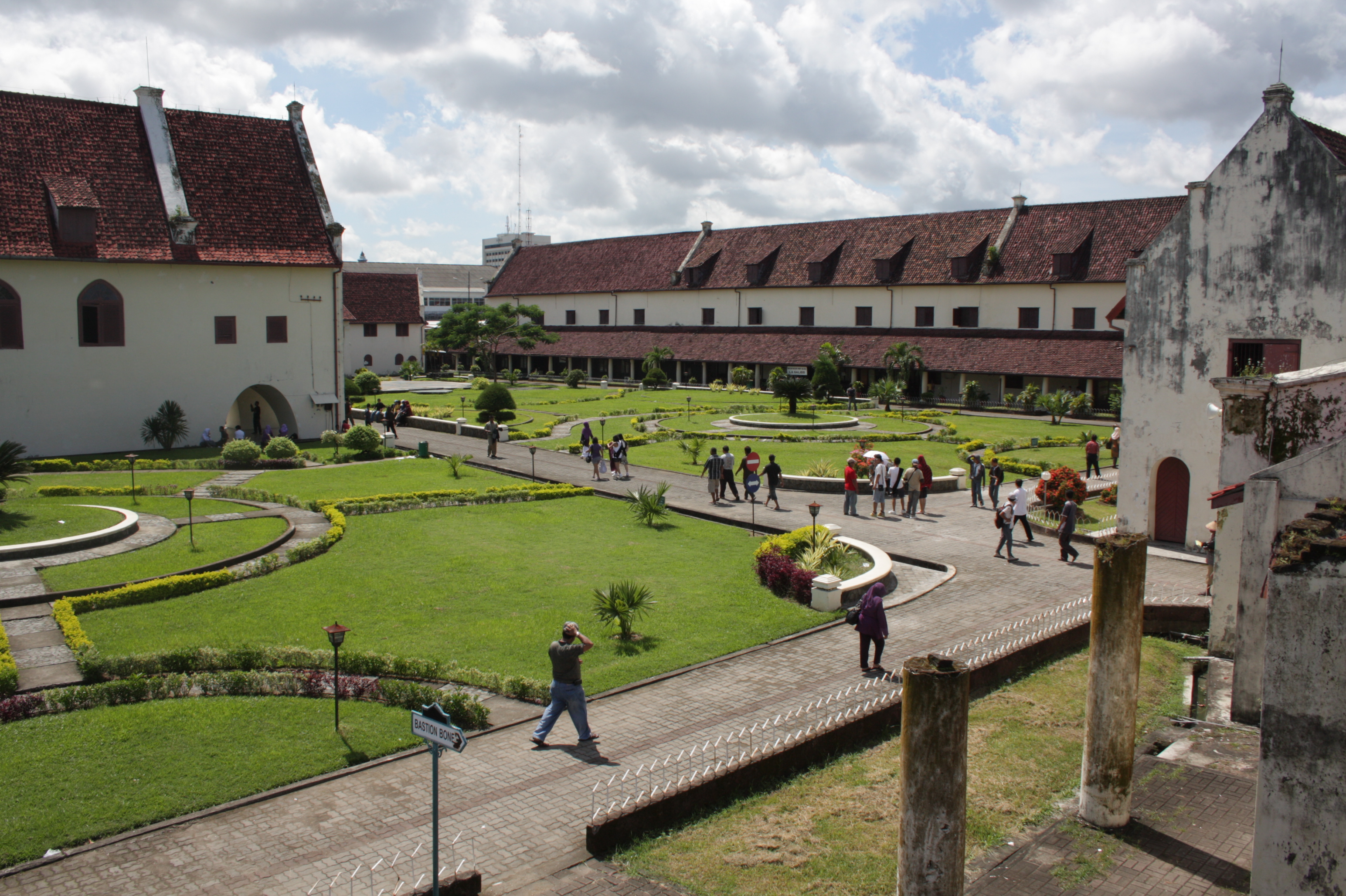
Fort Rotterdam in Makassar in 2010
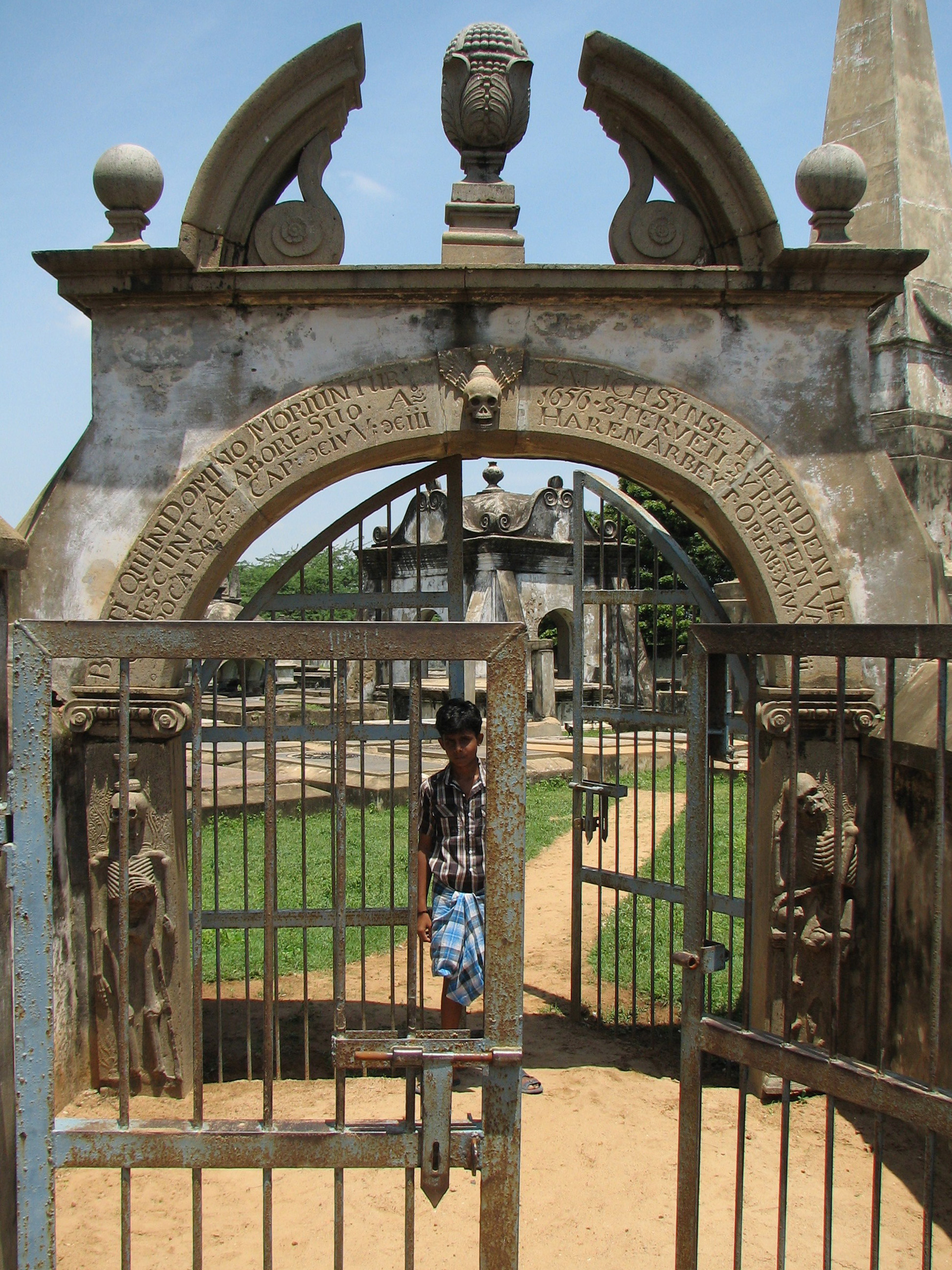
Ingang van de VOC-begraafplaats in het Indiase Pulicat.
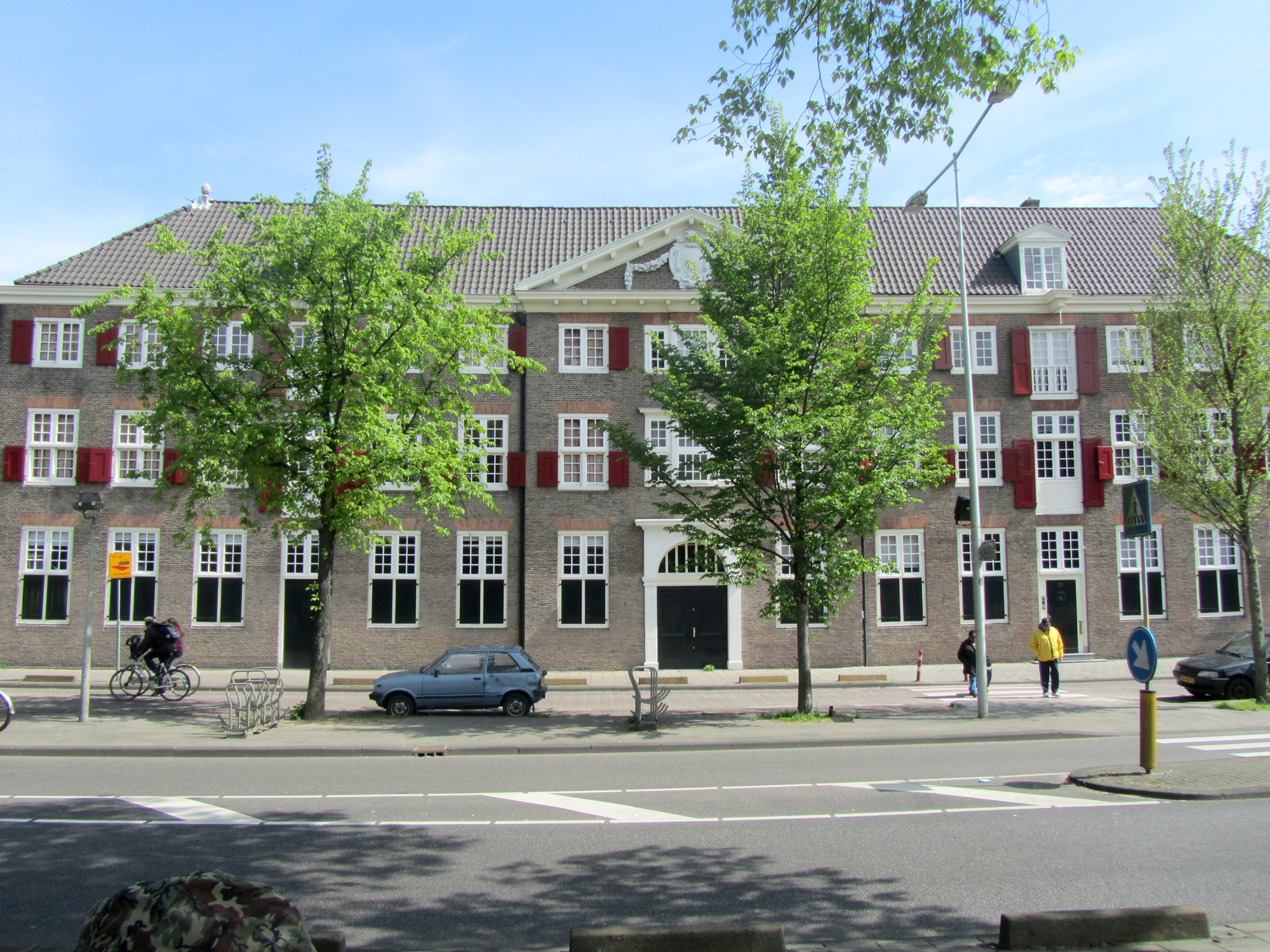
De lijnbaan van de Vereenigde Oostindische Compagnie in Amsterdam.